# Deporte en Argentina

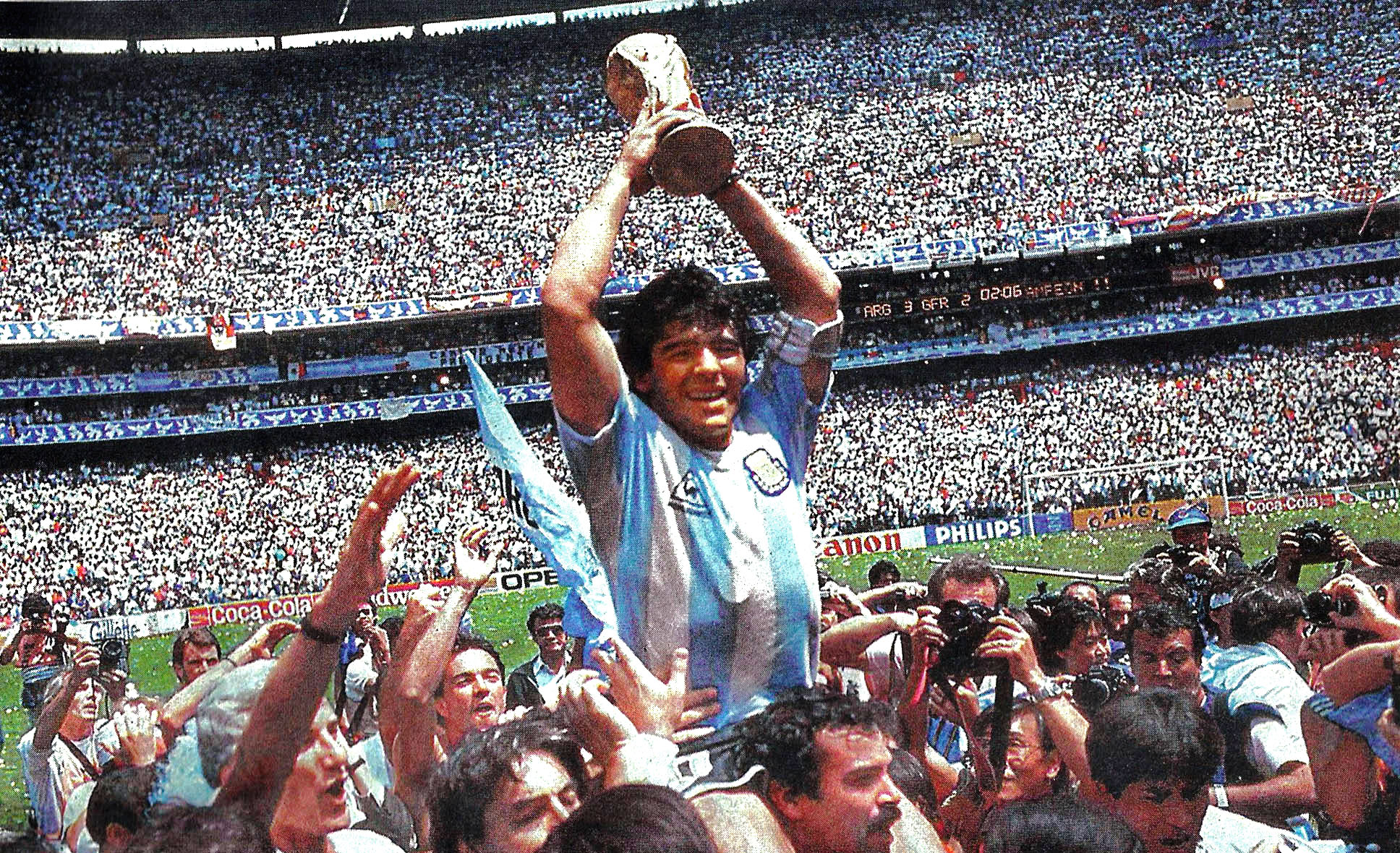
Diego Maradona levantando la Copa Mundial de Fútbol de 1986 en México.

El deporte en Argentina se caracteriza por una relevancia extraordinaria del fútbol masculino. El primer ídolo popular deportivo fue Jorge Newbery (1875-1914), quien se destacó como esgrimista, boxeador y aviador. La difusión masiva del deporte se produjo en las tres primeras décadas del siglo XX sobre la base de la pasión popular por tres actividades: el fútbol, el boxeo y el automovilismo. Aparte de los mencionados, en el país se han desarrollado deportes que alcanzaron la primera línea mundial como el básquetbol, el pádel, el polo, el hockey sobre césped, el hockey sobre patines, el tenis, el fútbol sala, fútbol a ciegas, el cestoball, el ciclismo de ruta, el golf, la pelota paleta (una variante de la pelota vasca), el remo, el rugby, el sóftbol, el voleibol y el yachting.
Otros deportes de desarrollo considerable son el balonmano, la natación, el patinaje de velocidad, el taekwondo, el judo, el ciclismo de pista, el BMX, el tiro, la esgrima, el atletismo, el voleibol de playa, el surf, la motonáutica, la equitación y el turf. En la zona andina del sur del país se practican de forma muy extendida los deportes de invierno, en especial esquí y snowboard. El deporte nacional es el pato. Otros deportes de origen argentino son la jineteada gaucha, el padbol, el cestoball, entre otros.
Argentina fue uno de los doce países —el único iberoamericano— que fundó el Comité Olímpico Internacional (COI) en 1894, estando representada en el primer Consejo Ejecutivo por José Benjamín Zubiaur, quien se desempeñó en ese cargo hasta 1907. Ha albergado los primeros Juegos Panamericanos en 1951 y también los de 1995, la única edición de los Juegos Panamericanos de Invierno en 1990, los Juegos Suramericanos de 1982 y 2006, los Juegos Sudamericanos de Playa de 2019 y los Juegos Olímpicos de la Juventud 2018, la Copa Mundial de Fútbol de 1978, el Campeonato Mundial de básquetbol de 1950 y 1990, el Campeonato Mundial de hockey sobre césped masculino de 1978, los Campeonatos Mundiales de hockey sobre césped femenino de 1981 y 2010, los Campeonatos Mundiales de Hockey sobre Patines Masculino de 1970, 1978, 1989, 2001 y 2011, el Campeonato Mundial de Hockey sobre Patines Femenino de 1998, el Campeonato Mundial de Polo de 1987 y 2011, los Campeonatos Mundiales Masculinos de Futsal de la AMF de 1994, 2007 y 2019, el Campeonato Mundial Femenino de Futsal de la AMF de 2006, el Campeonato Mundial de Voleibol Masculino de 1982 y 2002, la Copa del Mundo de Rugby 7 Masculino de 2001, el Rally Dakar entre 2009 y 2018, el Campeonato Mundial de BMX del 2000, los Campeonatos Mundiales de Esgrima de 1962 y 1977,  el Campeonato Mundial de Lucha (Libre y Grecorromana) de 1969, el Campeonato Mundial de Canotaje de Estilo Libre de 2017, el Campeonato Mundial de Saltos Ecuestres de 1966, los Campeonatos del Mundo de Ajedrez de 1927 y 2005, los Campeonatos Mundiales de Faustball Masculino de 1986 y 2015 y Femenino de 1994, el Campeonato Mundial de Cestoball de 1994, los Campeonatos Mundiales de Patinaje de Velocidad de 1997 y 2014, los Campeonatos Mundiales de Tiro Absoluto de 1903 y 1949, el Campeonato Mundial de Tiro al Plato de 1981, el Campeonato Mundial de Tiro al Blanco Móvil de 1981, la Copa Mundial de Padbol de 2013, los Campeonatos Mundiales de Padel de 1994, 1998 y 2004, las Copas Mundiales de Golf de 1962, 1970 y 2000, los Campeonatos Mundiales de Vuelo a Vela de 1963 y 2012, así como varios campeonatos mundiales de Vela dependiendo de la clase: Tornado en 2006, Star en 1988, 2005 y 2015, Mistral en 2000, 49er y 49er FX en 2015, 470 en 2016, Soling en 2001, 2007 y 2018, Snipe en 1985, Optimist en 1992 y 2014, 420 en 2011, Lightning en 1969, J/24 en 1997 y 2011, 29er en 2007 y 2011, clase 505 en 1969 y Cadete en 1981, 1991, 2001, 2009 y 2016. Argentina es el país que más veces fue anfitrión de la Copa América con un total de 9 ocasiones. 
También en Argentina se organizaron campeonatos mundiales juveniles en diversos deportes como la Copa Mundial de Fútbol Sub-20 de 2001 y 2023, los Campeonatos Mundiales de Rugby Juvenil de 2010 y 2019, el Campeonato Mundial de Rugby M19 de 1997, el Campeonato Mundial de Rugby M21 de 2005, la Copa Mundial Junior de Hockey sobre Césped Femenino de 2001, el Campeonato Mundial Junior de Hockey Sobre Patines Masculino de 2005, el Campeonato Mundial de Baloncesto sub-17 Masculino de 2018, el Campeonato Mundial de Balonmano Masculino sub-21 de 1995, el Campeonato Mundial de Balonmano Masculino Juvenil (sub-19) de 2011, el Campeonato Mundial de Softbol Masculino Juvenil de 2012, el Campeonato Mundial de Voleibol Masculino sub-21 de 1993, los Campeonatos Mundiales de Voleibol Masculino sub-19 de 2011 y 2015 y el Campeonato Mundial de Voleibol Femenino Sub-18 de 2017. 
También se realizan competencias internacionales anuales tales como el Torneo de Buenos Aires y el Torneo de Córdoba de tenis de la ATP (único país latinoamericano con 2 torneos ATP), el Campeonato Argentino Abierto de Polo (el más importante del mundo), el Buenos Aires Master del World Padel Tour, la Vuelta de San Juan en ciclismo (la competencia de ciclismo más importante de Latinoamérica al ser la única en ser parte del UCI ProSeries), el Abierto de la República de Golf, el Gran Premio de Argentina, el Gran Premio de Argentina de Motociclismo, unas etapas anuales del Campeonato Mundial de Motocross y del Campeonato Mundial de Superbikes y el Rally de Argentina. También se llegó a albergar etapas anuales de la Copa Mundial de Turismos entre 2013 y 2017, la Serie Mundial Masculina de Rugby 7 desde 1999 hasta 2002, la Formula E entre 2014 y 2017, el Campeonato FIA GT en 2008, 2010 y 2011 y de la Fórmula 1 en los períodos 1953-1958, 1960, 1972-1975, 1977-1981 y 1995-1998. A su vez, Argentina es junto a Chile el país que más veces organizó al Gran Premio Latinoamericano de Turf con un total de 11 veces, además de ser sede de algunas de las competencias de turf más prestigiosas de la región.

## Historia
La historia del deporte en Argentina se remonta a los diferentes pueblos originarios que habitaban el territorio de lo que a partir del siglo XIX sería la Nación Argentina. El pueblo mapuche, entre otros deportes, practicaba el palín, que alcanzó gran difusión entre las tribus que vivían en la región sur del actual territorio argentino, considerado el juego indígena más importante de Sudamérica. Un deporte muy similar era practicado también por las culturas pilagá, toba y mocoví. Por su lado, el pueblo guaraní practicaba un deporte de pelota de goma (producto de origen americano) jugada exclusivamente con el pie, que ha sido considerado uno de los antecedentes del fútbol.
Durante la colonización española (siglo XVI-siglo XIX), el palín y los otros deportes indígenas de palo, se mestizaron con la chueca castellana y se difundió ampliamente en las poblaciones mestizas (masculinas y femeninas) en la región del Río de la Plata y Chile. Aparecieron también deportes a caballo creados por los gauchos, entre los que sobresalió el pato, las carreras cuadreras y la jineteada gaucha. Luego de la independencia (1810-1816), los deportes gauchescos alcanzaron difusión nacional. Los conquistadores españoles también introdujeron las corridas de toros y el juego de bochas, y los vascos en particular, la pelota vasca. Mientras que las corridas de toros decayó luego de la independencia hasta ser prohibida en 1899, las bochas y la pelota vasca, serán muy populares hasta los tiempos presentes.
En el siglo XIX, comenzó a practicarse el deporte en su modalidad moderna, reglado y organizado a partir de asociaciones deportivas locales y nacionales, insertas federaciones mundiales. En 1831 ya existía el Buenos Aires Cricket Club y en 1833 se instaló una escuela de esgrima en Buenos Aires. En 1856 el turf se convirtió en el primer deporte en ser formalmente reglado, al elaborarse el reglamento de carreras de Corrientes. Una década después, la esgrima comenzó en ser practicada en el ámbito militar y se realizó el primer torneo de atletismo. En las últimas dos décadas del siglo XIX se crearon decenas de clubes deportivos y las primeras federaciones. La influyente comunidad británica en la Argentina, difundió la práctica de deportes como el polo, el fútbol, el rugby y el hockey sobre césped. Simultáneamente se empezaron a practicar otras disciplinas deportivas como el boxeo, el ciclismo, la gimnasia artística, el automovilismo y la aviación.
Con el multideportista Jorge Newbery, primer ídolo popular del deporte argentino, se inició abiertamente el deporte-espectáculo moderno. En la década de 1920 el deporte argentino se establece sobre la base de la gran popularidad de tres deportes: el fútbol, el boxeo y el automovilismo. A partir de los Juegos Olímpicos de París 1924, el país comienza a obtener sus primeros grandes logros en el deporte mundial, mediante sus equipos olímpicos, que obtendrán en todos los juegos hasta 1956, medallas de oro en boxeo, polo, atletismo, natación y remo.
En 1948, se crearon los Juegos Nacionales Evita, competencia deportiva infantil para promover la práctica masiva del deporte. La década de 1950 registró los primeros triunfos mundiales argentinos, fuera de los Juegos Olímpicos. El piloto Juan Manuel Fangio ganó cinco campeonatos mundiales en Fórmula 1. La Selección Argentina de Básquetbol masculino se adjudicó el primer Campeonato Mundial y el boxeador Pascual Pérez, se convirtió en el primer campeón mundial argentino, iniciando una larga saga de campeones, que harían de Argentina una potencia en el boxeo profesional. En la misma época, la pelota paleta argentina, ganó las dos medallas de oro en juego de esa especialidad en el primer Campeonato del Mundo de Pelota Vasca, dominando la disciplina desde entonces hasta la actualidad.
En 1955, tomó el poder una dictadura militar que persiguió a gran cantidad de deportistas por razones políticas -entre ellos la tenista Mary Terán de Weiss, 35 integrantes del equipo de básquetbol de 1955, el medallista olímpico en remo Eduardo Guerrero, la nadadora Enriqueta Duarte y el atleta Osvaldo Suárez- y redujo sustancialmente el apoyo económico al deporte amateur, dando origen a varias décadas de fuerte retroceso deportivo, en términos generales.
En 1960, Argentina fue el único país iberoamericano en participar en los primeros Juegos Paralímpicos realizados en Roma. En Tokio 1964 la delegación argentina obtuvo 36 medallas paralímpicas (6 de oro) y en Tel Aviv 1968 obtuvo 30 medallas paralímpicas (10 de oro), ocasión en la que el equipo paralímpico de atletismo salió segundo en el medallero de competencias femeninas y tercero en el de las masculinas. En ambos juegos se destacó la atleta Silvia Cochetti, máxima medallista de la historia argentina, con trece medallas, cinco de ellas de oro.
En 1962, la Selección Nacional de Pelota Vasca obtuvo el Campeonato del Mundo de Pelota Vasca. 
En 1964, Independiente de Avellaneda obtuvo la primera de las 25 Copas Libertadores ganadas por los clubes argentinos hasta el año 2024. 
En 1967, Racing Club de Avellaneda obtuvo la Copa Intercontinental, primera de 9 que ganarían los clubes argentinos, sobre 44 disputadas hasta 2004.
Durante el curso de la década de 1970 se produjo una gran difusión del tenis, a raíz de los triunfos internacionales de Guillermo Vilas.
En 1973 y 1974 la Selección Nacional de baloncesto en silla de ruedas ganó el campeonato mundial en los Juegos Mundiales IWAS.
En 1974, la Selección Nacional de Pelota Vasca volvió a obtener por segunda vez el Campeonato del Mundo de Pelota Vasca.
En 1978, la Selección Nacional de Fútbol ganó por primera vez la Copa Mundial de Fútbol de la FIFA.
También en 1978, la Selección Nacional Hockey sobre Patines ganó el Campeonato Mundial de Hockey sobre Patines Masculino, convirtiéndose desde ese momento en una de las potencias mundiales.
En 1986, la Selección Nacional de Fútbol ganó por segunda vez la Copa Mundial de Fútbol de la FIFA.
En 2002, la Selección Nacional Femenina de Hockey sobre Césped obtuvo el Campeonato Mundial, convirtiéndose en el primer triunfo deportivo femenino de máximo nivel, sin que ello signifique desconocer los desempeños de otras atletas argentinas como la nadadora Jeanette Campbell, la atleta Noemí Simonetto, las tenistas Gabriela Sabatini y Paola Suárez con su dupla Patricia Tarabini, las regatistas Serena Amato y Cecilia Carranza Saroli, la nadadora Georgina Bardach y la judoca Paula Pareto. Ese mismo año la Selección de fútbol para ciegos Los Murciélagos obtuvo el campeonato mundial, ubicándose desde entonces como la segunda potencia mundial de ese deporte.
En 2003, Marcela Acuña se convirtió en la primera boxeadora argentina en obtener un título mundial (supergallo WIBA), popularizando el boxeo femenino y abriendo el camino a nuevas campeonas que hicieron de Argentina una potencia en este deporte femenino.
En 2004, la Selección Nacional de Básquetbol, liderada por Emanuel Ginóbili, ganó la medalla de oro en los Juegos Olímpicos de Atenas, uno de los máximos logros obtenidos por la selección.
En los últimos años, entre los triunfos de máximo nivel mundial para el deporte argentino, se destacan varios logros olímpicos como las medallas de oro obtenidas en 2008 por la dupla Juan Curuchet-Walter Pérez en ciclismo, en 2012 por Sebastián Crismanich en taekwondo y las tres medallas en judo, vela y hockey sobre césped en 2016. En los Juegos Paralímpicos se destaca la medalla de oro ganada por Yanina Martínez en 100 metros llanos en Río de Janeiro 2016.
Otros éxitos deportivos destacados de los últimos años son la Copa Davis 2016, el Campeonato Mundial de fútbol sala 2016, los campeonatos mundiales en hockey sobre patines obtenidos en la modalidad femenina en 2010 y 2014 y masculina en 2015, el Campeonato Mundial de Hockey sobre césped Femenino de 2010 y los siete campeonatos mundiales obtenidos en pelota paleta entre 2002 y 2014.
En 2019, la Selección nacional de sóftbol se consagró campeón por primera vez en el Campeonato Mundial de Sóftbol disputado en República Checa tras vencer a Japón en la final, logrando un título histórico para el país.
En 2022, la Selección Nacional de Fútbol ganó por tercera vez la Copa Mundial de Fútbol de la FIFA.
En 2023, Argentina se consagró campeón en el Campeonato Mundial IBSA de fútbol para ciegos en las modalidades femenina (Las Murciélagas) -en su primer torneo mundial- y masculina (Los Murciélagos).

## Organización estatal
Por la naturaleza federal del Estado argentino, la responsabilidad por la organización y difusión del deporte, es una facultad concurrente del Estado nacional y cada una de las provincias y la Ciudad de Buenos Aires. A su vez muchos municipios tienen organismos encargados de promover el deporte a nivel local. El organismo estatal nacional encargado de organizar y difundir el deporte es la Secretaría de Deportes de la Nación, de la Jefatura de Gabinete de Ministros del Poder Ejecutivo Nacional.
En 2009, el gobierno de Cristina Fernández de Kirchner creó el Ente Nacional de Alto Rendimiento Deportivo (ENARD), una entidad mixta con el objetivo de recaudar un fondo para desarrollar del deporte nacional. Entró en funciones en agosto de 2010 y se financia con el 1 % de la facturación de la telefonía celular, junto con fondos provenientes directamente del Estado. El 10 de diciembre de 2023, el presidente Javier Milei decidió convertir al ministerio en una secretaría bajo la órbita de Ministerio del Interior.
Bajo el programa «Deporte para todos», el gobierno estableció que ciertas competiciones deban transmitirse por televisión abierta, tales como los Juegos Olímpicos (tanto en su edición de verano como de invierno), Juegos Panamericanos, Campeonatos Mundiales en los que haya representación nacional, la Copa Mundial de Fútbol, la Copa América (fútbol), el Campeonato de Primera División del fútbol argentino, torneos sudamericanos organizados por la Confederación Sudamericana de Fútbol (Conmebol), la Liga Nacional de Básquet, la Liga Argentina de Voleibol, Torneo Nacional de Clubes de Rugby y el TC 2000.

## Por deporte

### Ajedrez
En el ajedrez destaca la figura de Miguel Najdorf, que obtuvo el título de Gran Maestro Internacional, el mayor reconocimiento individual a un jugador en 1950, año en el que participó por primera vez en el Torneo de candidatos en Budapest, terminando en la quinta posición. En 1953 participa en su segundo y último torneo de candidatos, en Zúrich, donde finaliza en la sexta posición.
Najdorf representó a Argentina en las olimpiadas de ajedrez en varias ocasiones. En las olimpiadas de 1952, en las que Argentina obtuvo la medalla de plata, Najdorf logró la medalla de oro del primer tablero.
A nivel Nacional, se destaca el Gran Maestro Roberto Grau,  considerado el "padre del ajedrez argentino". 
Grau debutó en 1922 en el campeonato nacional a los 22 años, donde finalizó tercero. Fue campeón del Torneo Internacional de Carrasco, ganador del Campeonato argentino de ajedrez en seis ocasiones, representante argentino en los Torneos de las Naciones de París 1924, Londres 1927, La Haya 1928, Varsovia 1935, Estocolmo 1937 y Buenos Aires 1939. 
Fue fundador del Círculo de Ajedrez de Buenos Aires y Cofundador de la FIDE (Federación Internacional de Ajedrez). 
Además, fue el asistente (el tecnicismo de este deporte para entrenador) del ajedrecista europeo Alexander Alekhine en su duelo contra José Raúl Capablanca, en la final del Torneo de las Naciones en Buenos Aires, torneo en el cual resultó ganador Alekhine.

### Artes marciales mixtas
En Argentina, las artes marciales mixtas (MMA), aunque con menor popularidad que otros deportes de combate (como el boxeo, el judo o la lucha libre), ha estado desarrollándose con el paso del tiempo. No obstante, esta falta de interés no impidió que hubiesen exponentes como Santiago Ponzinibbio, quien para muchos fanáticos, es el argentino que más ha destacado por su paso en la Ultimate Fighting Championship (UFC), seguido de Emiliano Sordi, quien tuvo una carrera decente en la Professional Fighters League (PFL).
Samurai Fight House es la máxima promotora de MMA en el país, mientras que la Asociación Argentina de Artes Marciales Mixtas y Deportes de Contacto es la organización rectora del deporte, formando parte del IMMAF.

### Atletismo

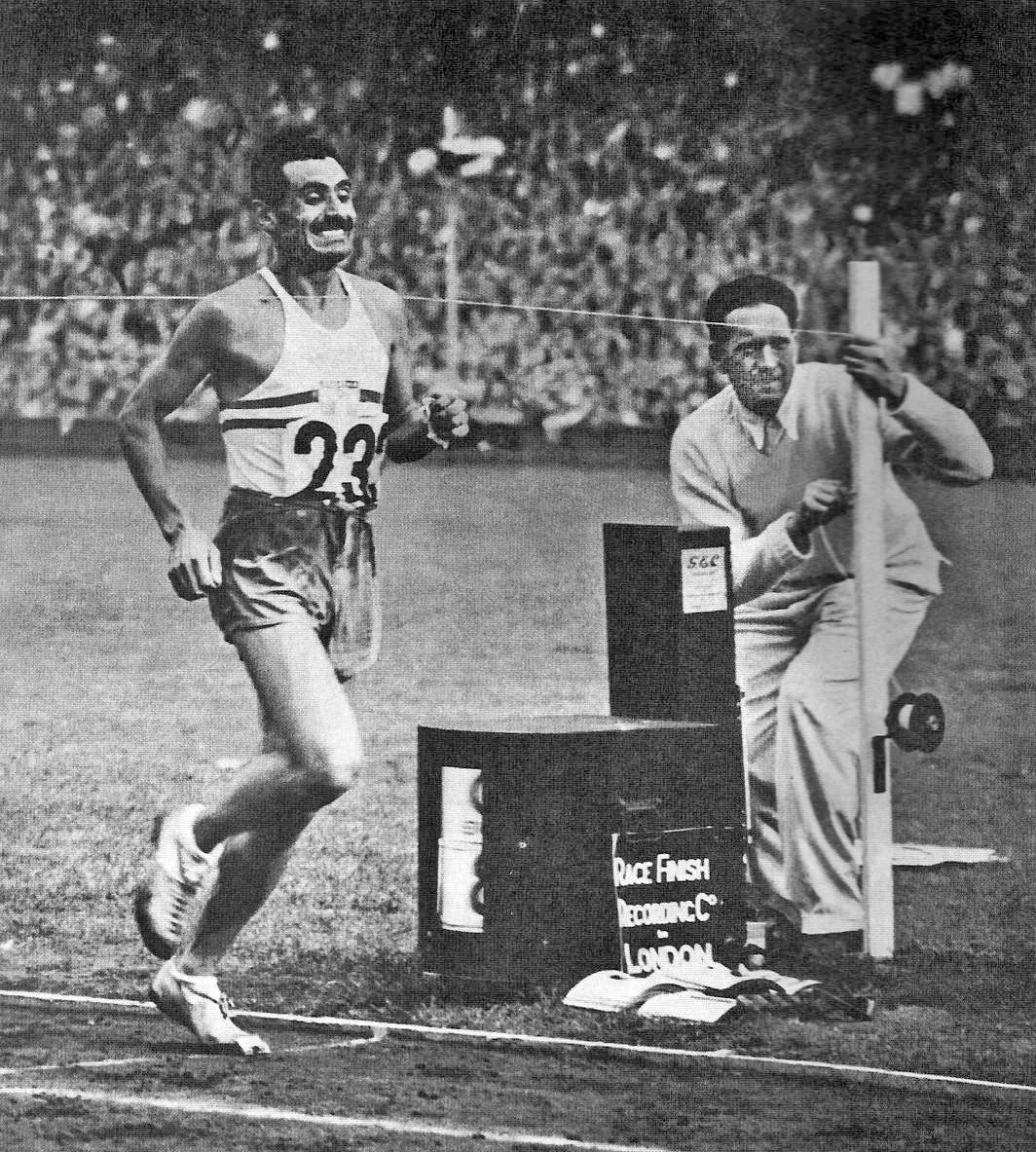
Delfo Cabrera ganando la maratón en los Juegos Olímpicos de Londres, 7 de agosto de 1948.

El atletismo en Argentina mostró un desarrollo importante hasta 1956, obteniendo cinco medallas olímpicas y convirtiéndose en el segundo deporte olímpico detrás del boxeo en el período 1924-1952. Sus mayores logros se produjeron en la maratón, disciplina en la que obtuvo dos medallas de oro con Juan Carlos Zabala en los Juegos Olímpicos de Los Ángeles 1932 y Delfo Cabrera en Londres 1948 y una de plata obtenida por Reinaldo Gorno en Helsinki 1952. También obtuvieron medalla de plata Luis Brunetto en salto triple en Juegos Olímpicos de París 1924 y Noemí Simonetto en salto en largo, en Londres 1948.
Luego de 1956, el atletismo se vio afectado por problemas políticos, falta de apoyo y la profesionalización del deporte. Entre los atletas más destacados desde entonces se encuentran Tito Steiner en decatlón, Alejandra García en salto con garrocha y Antonio Silio en carreras de fondo.
En la última década, cabe citar los logros del garrochista Germán Chiaraviglio, campeón del Mundial Juvenil de Atletismo en 2003 y 2006, subcampeón del mismo certamen en 2004 y medalla de bronce en la Copa del Mundo de Atletismo 2006. En 2010, Braian Toledo obtuvo la medalla de oro en lanzamiento de jabalina durante los Juegos Olímpicos de la Juventud, disputados en Singapur.
La organización rectora del atletismo en el país es la Confederación Argentina de Atletismo, entidad fundada el 19 de septiembre de 1954.

### Automovilismo

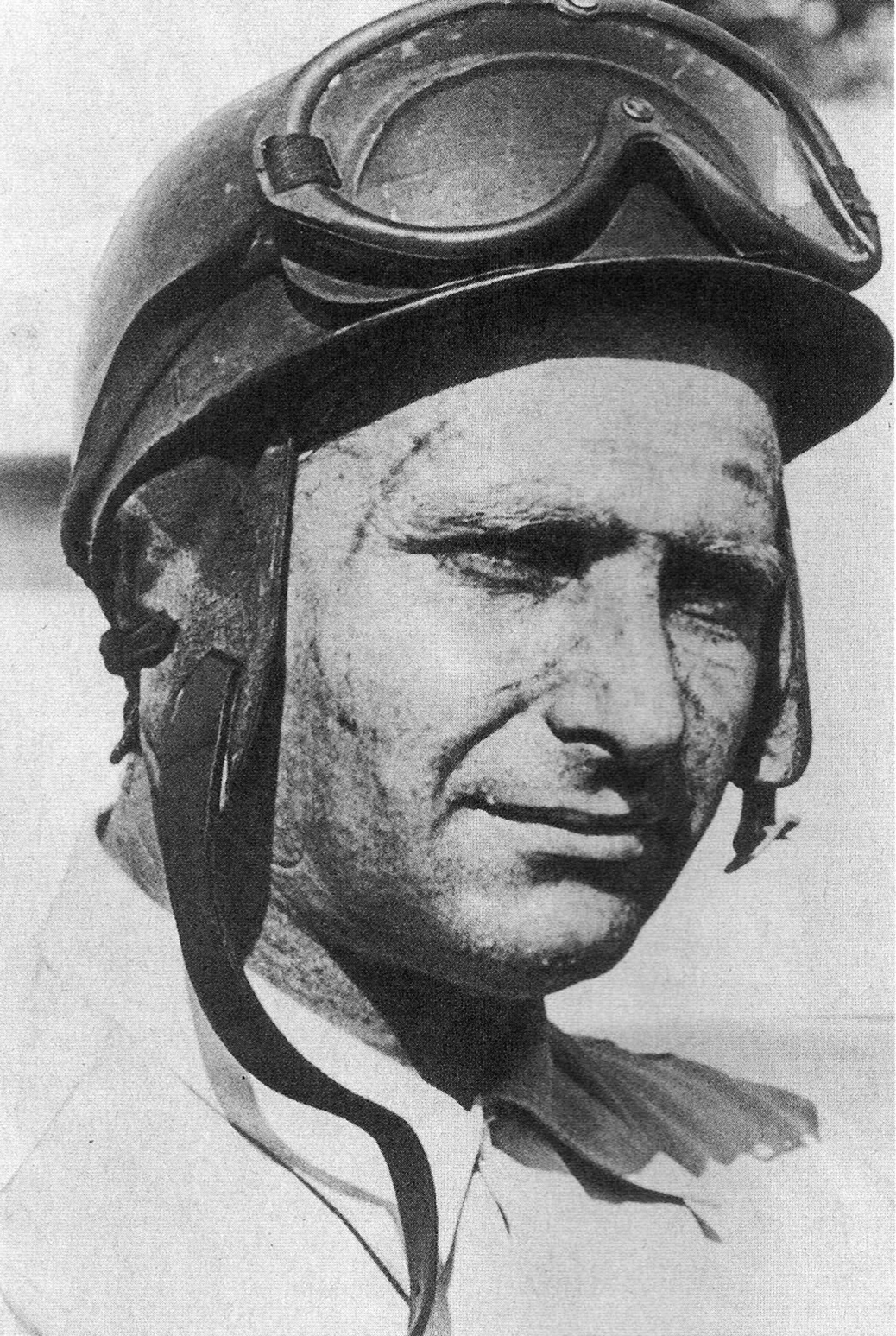
Juan Manuel Fangio obtuvo cinco títulos mundiales en las ocho temporadas de Fórmula 1 en que compitió

El automovilismo en Argentina, junto al fútbol y el boxeo, integra la base tradicional del deporte popular en el país. Tiene sus comienzos a fines del siglo XIX y logra una gran popularidad a partir del establecimiento del Turismo Carretera en 1937.
La máxima figura de este deporte en la Argentina es Juan Manuel Fangio, quien fue 5 veces campeón mundial de Fórmula 1 con el récord de cuatro marcas distintas: Alfa Romeo (1951), Mercedes Benz (1954-1955), Ferrari (1956) y Maserati (1957); además de ser subcampeón en 1950 y 1953. Considerado por muchos como el mejor piloto de la historia, fue por más de 40 años el mayor campeón de la Fórmula 1 hasta que fue superado por Michael Schumacher en 2003 y Lewis Hamilton en 2019 (ambos con 7). Logró 24 victorias, 35 podios, 29 Pole position y 23 vueltas rápidas en 51 carreras disputadas, registrando la mayor efectividad de la historia de la Fórmula 1. Además ostenta el récord de ser el piloto más longevo en ganar la competencia, con 46 años, 1 mes y 11 días en 1957.
Cabe citar también a José Froilán González, primer ganador de un Gran Premio de Fórmula 1 en la historia de Ferrari, tras haber triunfado en Silverstone, en 1951. También triunfó en las 24 Horas de Le Mans de 1954, una de las pruebas más duras del automovilismo y fue subcampeón en la Fórmula 1 en 1954.
En los años 1970 la figura destacada dentro de la Fórmula 1 fue Carlos Reutemann, quien a lo largo de su carrera logró un total doce grandes premios, destacándose el Gran Premio de Mónaco de 1980. Su mejor temporada fue 1981, en la que finalizó como subcampeón de la categoría. En la década de 1990 Juan Manuel Fangio II obtuvo el Campeonato IMSA GT 1992 y 1993.
Argentina es el país hispanoamericano con más victorias en la historia de la Fórmula 1 con un total de 38: Fangio 24, Reutemann 12 y Froilán González 2 (Colombia 7, México 6 y Venezuela 1).
Franco Colapinto, la reciente promesa argentina, ganó el Campeonato de España de F4 en 2019 con 11 victorias, 14 poles, 10 podios y 9 vueltas rápidas en 21 carreras. Posteriormente fue tercero en los campeonatos Toyota Racing Series, Eurocopa de Fórmula Renault (ambos en 2020) y Asian Le Mans Series (2021). Al participar en las 24 Horas de Le Mans 2021 se convirtió en el segundo piloto más joven de la historia en ser parte de la misma. En 2022 corrió en el Campeonato de Fórmula 3 de la FIA donde supo ganar 2 etapas, 1 pole position y 5 podios. En 2023 se convirtió en nuevo integrante de la 
Academia de pilotos de Williams con quienes corrió nueve carreras en la Fórmula 1 en 2024. Actualmente es piloto de la escudería francesa Alpine.
En los últimos años se destacó José María López, que obtuvo la Copa Mundial de Turismos en 2014, 2015 y 2016 (29 triunfos en 69 carreras), la edición de 2021 de las 24 horas de Le Mans y el Campeonato Mundial de Resistencia de la FIA de 2020 y 2021. Otros destacados pilotos en la Copa Mundial de Turismos son Esteban Guerrieri con 13 etapas ganadas, subcampeón global en 2019, tercero en 2018 y cuarto en 2020 y Néstor Girolami con 7 triunfos y un subcampeonato en 2022.
Argentina hospedó al Rally Dakar en 10 ocasiones entre 2009 y 2018, siendo el país del continente americano y el octavo del mundo con más presencias. Destaca el dominio histórico en la categoría de los cuatriciclos con 8 títulos alcanzados por Marcos Patronelli (2010, 2013 y 2016), Alejandro Patronelli (2011 y 2012), Nicolás Cavigliasso (2019) y Manuel Andújar (2021 y 2024); a lo que se suman 10 subcampeonatos y 6 tercer puestos. Además Kevin Benavides obtuvo el título en las ediciones 2021 y 2023 en la categoría de motos (además del subcampeonato en 2018, 4° en 2016 y 5° en 2019) convirtiéndose en el primer corredor latinoamericano en ganar en una de las 2 categorías más relevantes de la competencia, lo consiguió con dos marcas distintas, Honda en 2021 y KTM en 2023. En 2025, Nicolás Cavigliasso y Valentina Pertegarini se consagraron campeones en la categoría Challenger. Nicolás se convirtió en el primer piloto argentino en ganar 2 títulos de Dakar en diferentes categorías (2019 quads y 2025 challenger). Con estos 11 títulos, Argentina se ubica en la cuarta posición del tablero general solo por debajo de Francia, Rusia y España. En camiones destaca el tercer puesto de Federico Villagra (2016) y en autos un cuarto y dos quintos puestos de Orlando Terranova (2013, 2014 2022) quien a su vez registra un total de 7 etapas ganadas. Argentina es el país latinoamericano con más etapas ganadas en el Rally Dakar con un total de 112 hasta 2025: 74 en cuatriciclos, 17 en motos, 7 en challenger, 6 en autos, 4 en SSV, 2 en camiones y 2 en clásicos. 
Otros logros internacionales destacados son: Manuel Andújar campeón en 2021 del Campeonato Mundial de Rally Cross-Country de la FIM en la categoría de cuatriciclos con la escudería Yamaha, Domingo Marimón quien obtuvo en 1948 el Gran Premio de la América del Sur del Turismo Carretera, competencia más larga y peligrosa de automovilismo de aquella época; el campeonato mundial de WRC3 en 2001 por parte de Gabriel Pozzo, la Eurocopa de Fórmula Renault 2003 de Esteban Guerrieri, la Eurofórmula Open 2006 de Ricardo Risatti y el Campeonato de Alemania de Fórmula 3 1995 de Norberto Fontana. 
El principal autódromo de Argentina es el de Buenos Aires. Ha sido sede el Gran Premio de Argentina de Fórmula 1, el Gran Premio de Argentina del Campeonato Mundial de Motociclismo y los 1000 km de Buenos Aires del Campeonato Mundial de Resistencia. Otros que han recibido carreras internacionales son el Circuito de Potrero de los Funes, sede el Campeonato FIA GT; el Autódromo Ciudad de Rafaela, donde corrió el Campeonato Nacional del USAC y el Autódromo de Termas de Río Hondo, donde ha competido el Campeonato Mundial de Turismos.
En la actualidad las tres categorías más importantes del automovilismo argentino son el Turismo Carretera, el Súper TC 2000 y el Top Race V6, donde se han destacado pilotos como Oscar Alfredo Gálvez, Juan Gálvez, Dante Emiliozzi, Héctor Luis Gradassi, Roberto Mouras, Oscar Castellano, Juan María Traverso, Ernesto Bessone, Guillermo Ortelli, Omar Martínez, Juan Manuel Silva, Norberto Fontana y Matías Rossi.

### Básquetbol

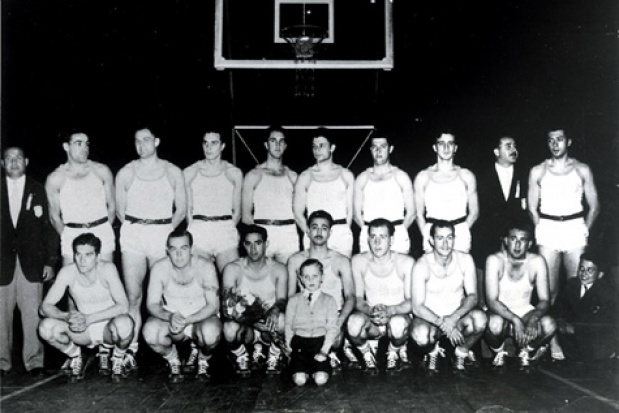
Selección argentina de básquet campeona del mundo en 1950.

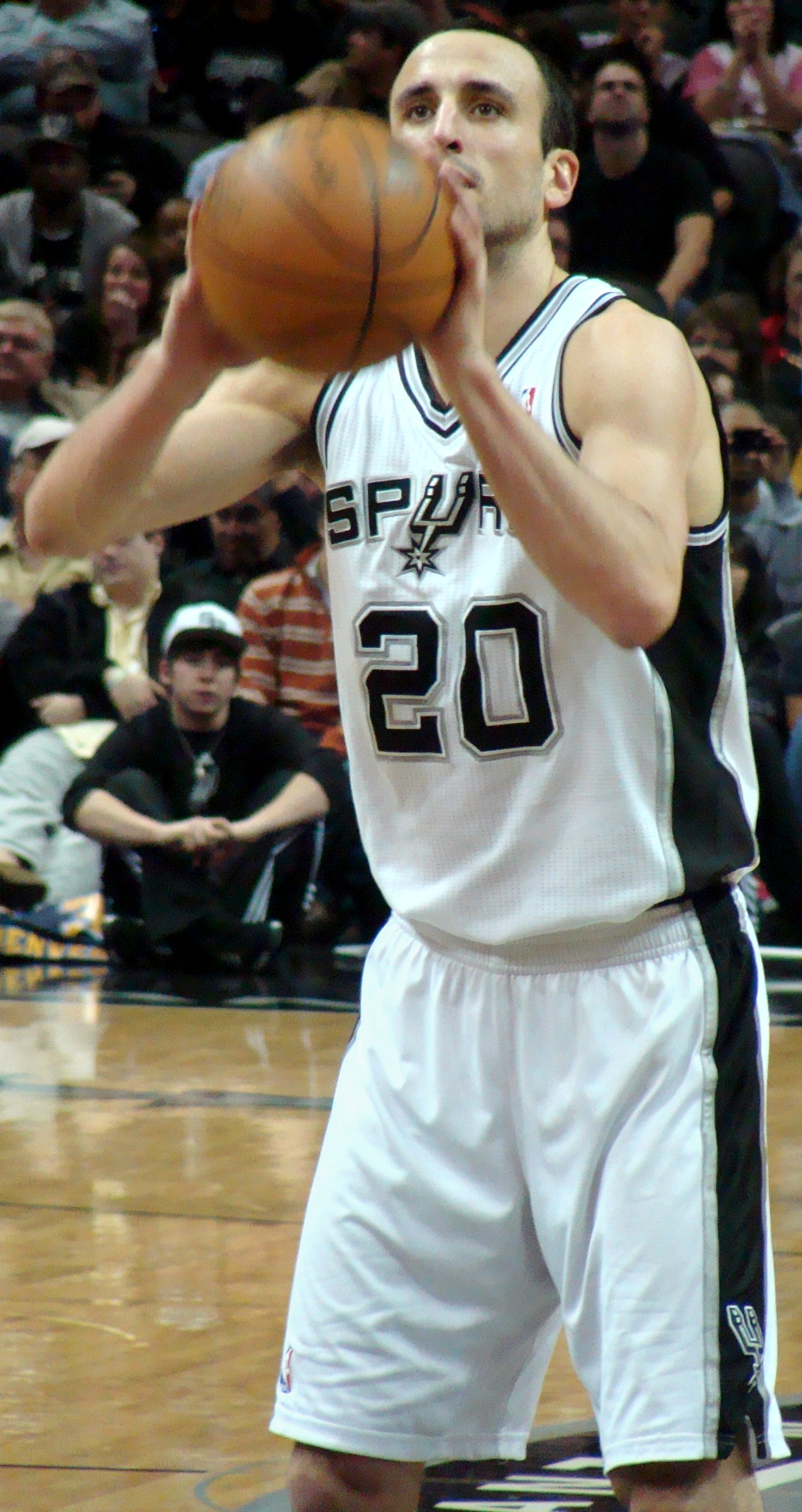
Emanuel Ginóbili, uno de los mejores jugadores de baloncesto argentino de la historia: campeón olímpico con la Selección nacional, y 4 veces campeón de la NBA con los San Antonio Spurs.

La Confederación Argentina de Básquetbol (CABB) es el organismo que rige la Selección Nacional de Argentina y las competencias nacionales de clubes de básquet. Pertenece a la asociación continental FIBA Américas y se encuentra asociada al Comité Olímpico Argentino. Fue fundada el 30 de agosto de 1929 y es una de las ocho asociaciones nacionales que fundaron la FIBA.
La Asociación de Clubes de Básquetbol (ADC), entidad fundada el 20 de abril de 1985, organiza los torneos nacionales de básquetbol masculino en Argentina, que abarcan en total dos categorías, la categoría superior es la «Liga A», popularmente conocida como la Liga Nacional de Básquet, por debajo de la liga nacional de básquet se encuentra La Liga Argentina, anteriormente conocida como Torneo Nacional de Ascenso la cual reemplazó a la «Liga B» en 1992, que es la segunda división del básquet nacional. La ADC también se encarga de organizar los torneos de básquetbol femenino de la Liga Femenina y un torneo que involucra a las categorías formativas de los clubes de la «Liga A», la Liga de Desarrollo. La tercera división y los torneos provinciales que nutren de equipos a estas competencias son organizadas por la Confederación Argentina de Básquetbol (CABB), la que a su vez tiene a cargo la organización de la Selección Nacional. Antes de la creación de la Liga Nacional se disputaba el Campeonato Argentino de Clubes, el cual era organizado por la Confederación Argentina de Básquetbol.
A pesar de tener un rico pasado, con el título de Campeón Mundial en 1950 y el cuarto puesto en los Juegos Olímpicos de Helsinki 1952, el básquet argentino ingresó en un largo período de postergación luego del golpe de Estado de 1955, cuando 35 jugadores del plantel campeón del mundo fueron expulsados debido a sus ideas políticas de simpatía con el peronismo, conformando lo que se ha llamado "la generación borrada". Tres décadas después, la recuperación del básquet argentino coincidió con la recuperación de la democracia en 1984, año en que se creó la Liga Nacional de Básquet (LNB), que lo hizo recuperar y ganar en popularidad nuevamente. La irrupción de Emanuel Ginóbili en la NBA y las grandes actuaciones de la Selección Argentina a nivel internacional contribuyeron a un mayor seguimiento por parte del público.
La Selección masculina argentina es la única selección de América Latina en conquistar la quíntuple corona: Campeona del Mundo, Campeona Olímpica, Campeona del FIBA Diamond Ball o Copa de Confederaciones de la FIBA, Campeona de América y Campeona Panamericana. Además, es 13 veces Campeona Sudamericana.
En el Campeonato Mundial de 2002 realizado en Indianápolis (Estados Unidos), la Selección dirigida por Rubén Magnano alcanzó la final cayendo contra Yugoslavia por un marcador de 84 a 77. Dos años más tarde obtuvo la medalla de oro en los Juegos Olímpicos de Atenas 2004, el título más importante de su historia. En los Juegos Olímpicos de Beijing 2008, en cambio, la selección fue derrotada por la de Estados Unidos en semifinales. Aun así, luego venció a Lituania y ganó la medalla de bronce. A toda esa generación de basquetbolistas argentinos que en un lapso de más de 15 años consiguieron para la Selección Nacional medallas de oro, plata y bronce en todos los torneos de mayor relevancia organizados por la FIBA y el COI (Juegos Olímpicos, Mundial, FIBA Diamond Ball y Campeonato FIBA Américas) se la conoce como La Generación Dorada, considerada por algunos como «el mejor equipo de la historia del deporte argentino». En el Campeonato Mundial de 2019 desarrollado China, la Selección nacional masculina alcanzó nuevamente la final siendo derrotada por España.
El basquetbolista más destacado del país es Emanuel Ginóbili, más conocido como Manu, cuatro veces campeón de la NBA estadounidense con su equipo San Antonio Spurs en 2003, 2005, 2007 y 2014.
En la temporada 2007-2008, se marcó el récord con seis jugadores nacionales participando en la liga estadounidense -NBA- con:
1. Carlos Delfino - Toronto Raptors
2. Emanuel Ginóbili - San Antonio Spurs
3. Walter Herrmann - Charlotte Bobcats
4. Andrés Nocioni - Chicago Bulls
5. Fabricio Oberto - San Antonio Spurs
6. Luis Scola - Houston Rockets

Gran cantidad de basquetbolistas argentinos se desempeñan en las ligas europeas, principalmente en España e Italia.

### Béisbol
El béisbol es un deporte completamente subdesarrollado en Argentina y existen seis ligas amateurs; la Liga Metropolitana de Béisbol, la Liga Salteña de Béisbol, la Liga Cordobesa de Béisbol, la Liga de Chubut Béisbol, la Liga de Rawson Béisbol y la Liga Rosarina de Béisbol. Los mejores jugadores de las mismas son los que conforman la Selección de béisbol de Argentina, sin embargo la popularidad es tan escasa que la Aduana no considera a la pelota como un artículo deportivo sino como un juguete, junto con los guantes y los spikes (botines), razón por la que es muy difícil conseguir los elementos necesarios para practicar el deporte.
Aunque comenzó a jugarse a fines de 1880, fue recién en los últimos años cuando empezaron a llegar los éxitos a nivel internacional. En 1995, los Gauchos, como se conoce al seleccionado nacional, venció a Estados Unidos y a Puerto Rico y alcanzó el quinto puesto en los Juegos Panamericanos celebrados en Mar del Plata. En 2004 ganó por primera vez el Sudamericano, disputado en el Estadio Nacional de Ezeiza, que se encuentra a metros del predio de la AFA. En la edición 2010 de esa misma competencia, obtuvo la medalla de bronce en Medellín y en 2011, ante un estadio casi repleto, se consagró campeón del Sudamericano organizado en Argentina superando a Ecuador por 5 a 0.

### Billar
En la actualidad se destaca el lujanense Sebastián Giumelli, campeón mundial en 2017 del artistic pool en la WPA (WPA, World Pool Association).  Mientras que en otro tipo de billar, el billar italiano, conocido como Five Pins Billiards, Argentina es junto a Uruguay la principal potencia de América en campeonatos mundiales open de Five Pins billiards, donde Argentina posee varios campeones mundiales argentinos, sólo superada por la cantidad de italianos campeones mundiales. El billar, una de las cinco materias de estudio de los Borbones, se practica en el país desde los tiempos coloniales y desde esa época estuvo asociado a los cafés, centros de sociabilidad de las principales ciudades. En las primeras décadas del siglo XX el billar se generalizó y prácticamente todos los bares y cafés contaban con al menos una mesa. También los clubes se constituyeron en espacios para la práctica generalizada del billar. Esa costumbre comenzó a decaer en la década de 1960 y en la actualidad la práctica está menos difundida. De la mano con el auge del deporte, en 1937 se fundó la Federación Argentina de Aficionados al Billar.

### Bochas
El antiquísmo juego de bochas fue llevado a la Argentina por los conquistadores españoles, practicándose al menos desde del siglo XVII. En 1783 fue prohibido por las autoridades coloniales. Sin embargo este juego no perdió popularidad y continuó siendo jugado clandestinamente. La Confederación Argentina de Bochas fue creada en 1929. En 2009 Raúl Basualdo no solo fue el primer argentino, sino el primer jugador de cualquier país del continente americano en consagrarse como Campeón Mundial de Bochazo de Precisión en el Campeonato de Macon (Francia).

### Boxeo

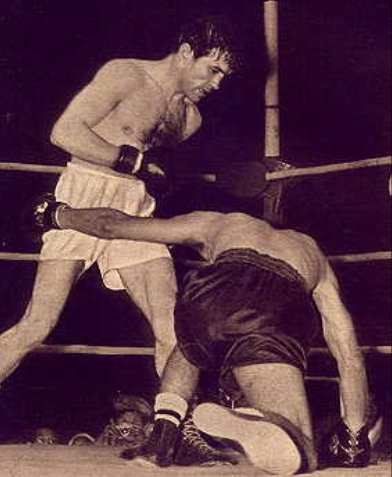
26 de noviembre de 1954: Pascual Pérez derriba al campeón mundial Yoshio Shirai, en la pelea que lo consagraría campeón mundial. Fue el primer argentino en obtener un campeonato mundial de boxeo.

En Argentina, el primer campeonato de boxeo se realizó en diciembre de 1899, consagrando campeón a Jorge Newbery, uno de los precursores del deporte en ese país. El boxeo amateur se desarrolló ampliamente desde comienzos de siglo XX, dominando durante varias décadas la disciplina en Sudamérica. Como deporte olímpico, ha sido el que mayor cantidad de medallas ha aportado al olimpismo argentino, obteniendo 24 sobre un total de 74, que equivalen al 32 %. Luego de celebrados los Juegos Olímpicos de Río de Janeiro 2016, siete boxeadores argentinos habían obtenido medalla de oro olímpica: Víctor Avendaño (1928), Arturo Rodríguez Jurado (1928), Carmelo Robledo (1932), Alberto Lovell (1932), Oscar Casanovas (1936), Rafael Iglesias (1948) y Pascual Pérez (1948).

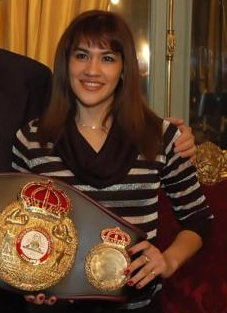
La Tigresa Acuña inauguró una generación de mujeres boxeadoras que dio diecisiete campeonas mundiales entre 2003 y 2016.

El boxeo profesional, con el título obtenido por César Cuenca en 2015, registra 40 campeones mundiales masculinos. El primer campeón mundial fue Pascual Pérez en 1954, siguiéndole Horacio Accavallo, Nicolino Locche, Carlos Monzón, Víctor Galíndez, Julio César Vásquez, Miguel Ángel Castellini, Miguel Cuello, Hugo Corro, Sergio Palma, Santos Benigno Laciar, Gustavo Ballas, Ubaldo Sacco, Juan Martín látigo Coggi, Pedro Décima, Julio César Vásquez, Néstor Giovanni, Jorge Locomotora Castro, Marcelo Domínguez, Carlos Salazar, Juan Córdoba, Hugo Soto, Víctor Godoi, Pablo Chacón, Raúl Balbi, Omar Narváez (superando al histórico Carlos Monzón, en número de defensas de su título mundial, con 15 defensas exitosas), Héctor Velazco, Jorge Rodrigo la hiena Barrios, Carlos Manuel Baldomir, Mariano Carrera, Juan Carlos Reveco, Hugo Garay, Sergio Gabriel Martínez, Víctor Emilio Ramírez Marcos René Maidana y Lucas Matthysse. Cabe destacar también a los que consiguieron títulos de organismos no reconocidos por la FAB: Darío Mateoni, Ramón Britez, Pablo Sarmiento, Aldo Ríos y Javier Álvarez. Pascual Pérez, Walter Matthysse y Carlos Monzón han sido incluidos en la lista de los mejores boxeadores de todos los tiempos. Aún sin haber sido campeones mundiales, se destacan también en la historia del boxeo argentino, Luis Ángel Firpo, Justo Suárez, Oscar Bonavena y José María Gatica.
El boxeo femenino generó numerosas campeonas mundiales a partir de la década de 2000: Marcela Acuña, Mónica Acosta, Fernanda Alegre, Yésica Bopp, Victoria Bustos, Carolina Duer, Érica Farías, Carolina Gutiérrez Gaite, Yésica Marcos, Alejandra Oliveras, Patricia Quirico, Claudia Andrea López, María Elena Maderna, Marisa Núñez, Celeste Peralta, Ana Esteche, Edith Soledad Matthysse y Sabrina Pérez.

### Canotaje
El canotaje, como se dice en Hispanoamérica, o piragüismo, como se dice en España, comenzó a ser practicado de manera competitiva en Argentina en la década de 1960. La primera competencia de importancia fue la regata Maratón del Río Negro, en la Patagonia. Rápidamente el deporte se difundió por todo el país. Muchos de los clubes de remo asentados en la ribera norte del Gran Buenos Aires, ampliaron su infraestructura para practicar también este deporte.
A comienzos de a década de 1970 se creó la Comisión de Regatas de Canotaje de Tigre, entidad que en 1971 dio origen a la Federación Argentina de Canoas (FAC), que en 1984 propuso fundar y es una de las entidades fundadoras del Consejo Sudamericano de Canoas y Kayaks.
El desempeño olímpico del canotaje argentino ha aportado dos diplomas olímpicos. En los Juegos Olímpicos de Sídney 2000, Javier Correa finalizó 5.º en la prueba de 1000 metros en kayak individual (K1). En los Juegos Olímpicos de Londres 2012, Miguel Antonio Correa y Rubén Rézola finalizaron quintos en la final de kayak doble (K2) en 200 metros. Por otro lado, Agustín Vernice fue finalista en Tokio 2020 y París 2024 en la prueba de Kayak individual (K1) en 1000 metros.

### Cestoball
La Confederación Internacional de Cestoball, extinta organización internacional que rigió este deporte en el mundo, organizó unas pocas ediciones del campeonato mundial de cestoball, donde Argentina obtuvo el campeonato, siendo una de las selecciones del mundo que más campeonatos mundiales obtuvo en este deporte, ganando el campeonato mundial inaugural en 1994, la selección también obtuvo los primeros campeonatos sudamericanos de cestoball oficiales.
Actualmente, no se realizan mundiales de Cestoball, solamente la selección argentina ha viajado a diferentes países de todo el mundo a realizar giras de exhibición del deporte con el objetivo de que se conozca y se expanda.
El cestoball es un deporte que surgió luego de compatibilizar varios deportes de pelota y cesto, la pelota al cesto argentina que se practica en Sudamérica, el korfbal neerlandés y el netball inglés.
Se trata de un deporte inventado por el profesor de educación física argentino Enrique Romero Brest en 1903. Su objetivo era crear un juego orientado a las mujeres como parte de su objetivo mayor de promover la educación física y el deporte entre los jóvenes, incluyéndolos como parte estructural del sistema de enseñanza. El deporte consiste en el enfrentamiento de dos equipos de seis jugadores, cuyo objetivo es obtener una pelota sin capacidad para rebotar, para embocarla por medio de pases y lanzamientos en un cesto de boca paralela al piso, custodiado por el equipo contrario y ubicado encima de un poste, cada uno en un extremo del campo de juego.
El cestoball tiene una gran difusión entre las mujeres argentinas debido a que fue un deporte sugerido para mujeres en el sistema de enseñanza oficial.
El deporte se encuentra regulado por la Confederación Argentina de Cestoball (CADQ), a la que se encuentran afiliadas 12 federaciones provinciales, reuniendo en total 5000 jugadoras afiliadas, todas amateurs. Los principales clubes se encuentran en Buenos Aires tales como Gimnasia y Esgrima de Villa del Parque, Club Náutico Hacoaj, Club Ciudad de Buenos Aires y Vélez Sarsfield.

### Ciclismo
El ciclismo argentino ha tenido una participación destacada en las actuaciones del país en las competencias internacionales. En los Juegos Olímpicos, en total ha aportado trece diplomas olímpicos, constituyéndose así junto al yachting y precedido por el boxeo (30), en el segundo deporte que mayor cantidad de diplomas olímpicos ha obtenido. En los Juegos Olímpicos de Beijing 2008, Juan Curuchet —el mejor cicilista de la historia argentina— y Walter Pérez obtuvieron la medalla de oro en la prueba Madison. La misma dupla había logrado el título mundial en el Campeonato Mundial de Ciclismo en Pista 2004 de Melbourne, en la misma prueba. Previamente, Juan Curuchet, junto a su hermano Gabriel, obtuvieron medallas de plata y bronce en la Copa del Mundo de Cali y Trexeltown en 1997, entre otros logros.

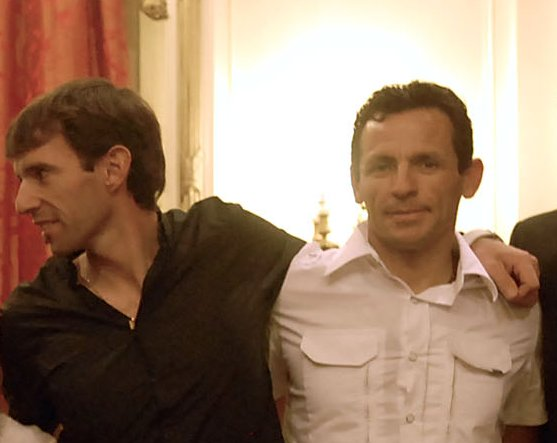
Walter Pérez y Juan Curuchet, ganadores de la medalla de oro en la prueba Madison en los Juegos Olímpicos de Beijing 2008, uno de los máximos logros del ciclismo argentino.

El ciclismo fue introducido en Argentina en 1898 por la comunidad italiana que se radicó a partir de la gran ola inmigratoria que se extendió entre 1850 y 1950, organizándose en el tradicional Club Italiano de Buenos Aires, llamado inicialmente Club Ciclista Italiano.
En la primera década del siglo XX, el ciclismo se convirtió en uno de los deportes más populares del país, construyéndose gran cantidad de velódromos. Luego se extendió la práctica del ciclismo en ruta.
Los primeros grandes campeones del ciclismo argentino fueron los mendocinos Martín Remigio Saavedra y su hermano Cosme Saavedra. El primero ganó más de 300 competencias (200 en pista y 100 en ruta). Otro ciclista destacado fue Clodomiro Cortoni, dos veces campeón panamericano (1951 y 1955) y 4.º en los Juegos Olímpicos de Helsinki 1952, en la prueba de un kilómetro contra reloj.
Entre las décadas de 1950 y 1960 se destacó Jorge Batiz, dos veces subcampeón mundial de velocidad. Batiz ganó también en 1958, junto al italiano Fausto Coppi, considerado entre los más importantes ciclistas de todos los tiempos, los Seis Días en Bicicleta, una de las más reconocidas competencias que se disputan en el país.
La aventura del ciclismo argentino en la ruta internacional inició con dos duplas de hermanos: Los Haedo (Juan José y Lucas) y los Richeze (Mauro y Maximiliano), quienes a mediados de la década del 2000 emigraron del país, convirtiéndose en especialistas del embalaje o esprínteres; de hecho, Maximiliano es considerado actualmente por los especialistas del ciclismo como el mejor lanzador del mundo. Otros ciclistas destacados en el plano internacional son Jorge Giacinti, Gerardo Fernández, Juan Pablo Dotti y Eduardo Sepúlveda. Mención aparte para Juan Antonio Flecha, ciclista nacido en Argentina pero que desde niño se trasladó con su familia a España, donde se formó en el ciclismo corriendo para el país ibérico, considerado el mejor corredor de este país en terreno de pavé de la historia.
Aunque es un deporte popular en el país, la base del ciclismo nacional que tiene el calendario ciclista de pista y ruta más intenso e importante del país, se encuentra en la Provincia de San Juan.    
Competiciones de ciclismo en Argentina:
Profesionales:
Campeonato de Argentina de Ciclismo Contrarreloj,
Campeonato de Argentina de Ciclismo en Ruta,
Vuelta a San Juan (desde 2017)
Amateurs:
Giro del Sol San Juan,
Vuelta a San Juan (hasta 2016)
Desaparecidas:
Vuelta a Argentina, Tour de San Luis

#### Ciclismo BMX
Argentina también tuvo buenos resultados en el Campeonato Mundial de Ciclismo BMX. Javier Colombo obtuvo el Campeonato Mundial de Ciclismo BMX en 2006, mientras que María Gabriela Díaz fue tricampeona mundial de BMX en la misma competencia en los años 2001, 2002 y 2004.
En Juegos Olímpicos, José Torres logró un título histórico tras consagrarse campeón en los Juegos Olímpicos de París 2024 en BMX Freestyle.

### Críquet
El críquet es practicado desde 1806 por influencia del ejército británico durante la toma de Buenos Aires en la Primera Invasión Inglesa. El primer partido de la selección nacional se realizó en 1868 contra Uruguay.
El deporte ganó cierta popularidad debido a la participación del equipo nacional masculino en la Liga Mundial de Cricket, en los torneos regionales y del seleccionado femenino en el campeonato ICC de las Américas. Es la selección más ganadora de Campeonatos Sudamericanos de la historia.

### Duatlón
Argentina tiene un rico pasado en este deporte, siendo quizás Oscar Galíndez el atleta de Duatlón más relevante del país. Galíndez ganó el Campeonato Mundial de Duatlón en 1995 en Cancún, México. Con ese oro mundial de 1995, Oscar Galíndez no solo es el único argentino en ganar dicho mundial en mayores/adultos, sino que hasta el día de hoy sigue siendo el único latinoamericano en ganar el Campeonato Mundial de Duatlón. Asimismo Galíndez fue campeón sudamericano y panamericano, además de ganar famosas carreras en Brasil. El mundial consiste en correr 55 kilómetros sin parar, dividido en: primeros 10 kilómetros corriendo a pie, luego 40 kilómetros corriendo en bicicleta, y, para finalizar, de nuevo 5 kilómetros corriendo a pie hasta alcanzar la llegada de la carrera.

### Equitación
En el pasado, el país tuvo grandes exponentes en esta disciplina, siendo el más destacado Carlos Moratorio quien en 1966 ganó el Campeonato Mundial de Concurso Completo y la medalla de plata en los Juegos Olímpicos de Tokio 1964.

### Footgolf
En 2010 se fundó la Asociación Argentina de Footgolf, para promover la práctica del footgolf, un deporte nacido en 2009 en los Países Bajos, híbrido entre golf y fútbol, aunque su invención también se la atribuye un español. En 2016 Argentina fue sede del segundo Campeonato Mundial de Footgolf de mayores que se realizó en Pilar, donde Cristían Otero se consagró campeón mundial en la categoría individual. Otero ganó también otros prestigiosos torneos como el Pro Am en Estados Unidos y en Europa, en especial en Italia.

### Fútbol

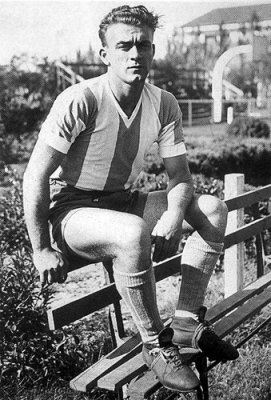
Di Stéfano con la albiceleste.

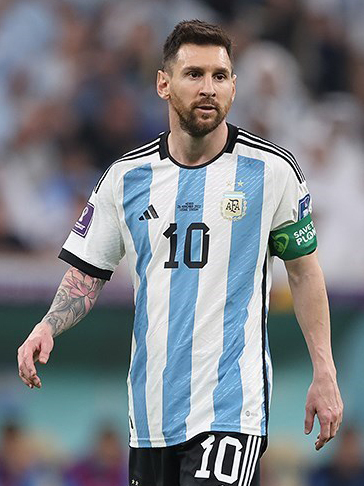
Lionel Messi, elegido ocho veces como el mejor futbolista del mundo (2009-2012, 2015, 2019, 2021 y 2023) y campeón mundial en 2022.

El fútbol es el deporte más popular en Argentina, el que tiene más jugadores federados (900 000 en 2019, equivalente al 2,0 % de la población), y el más practicado por la población masculina en forma recreativa o no federada, desde la niñez, en la que alcanza a la casi totalidad, hasta los sesenta años. Nueve de cada diez habitantes declaran ser simpatizantes de algún equipo de fútbol.
La Asociación del Fútbol Argentino (AFA) fue fundada el 21 de febrero de 1893. Es la octava federación futbolística más antigua del mundo. El torneo de primera categoría, la Primera División, jugado anualmente desde 1893 de manera ininterrumpida -aunque en 1891 ya se había disputado el primer torneo de liga en el país- es uno de los más antiguos del mundo, detrás de las ligas de Gran Bretaña y la holandesa. Por debajo del torneo de segunda categoría, la Primera B Nacional, el sistema de torneos está dividido en dos ramas: en una participan los clubes afiliados directamente a la AFA, organizados en tres escalones (Primera B, Primera C y el Torneo Promocional Amateur); en la otra, los clubes afiliados indirectamente a la AFA, organizados en tres escalones (Torneo Federal A, Torneo Regional Federal Amateur y las Ligas Regionales).
Los clubes del fútbol argentino son los que han logrado mayor cantidad de títulos internacionales en el mundo (77), siendo los que más veces obtuvieron la Copa Intercontinental (9) y la Copa Libertadores (25). Sumando los éxitos deportivos de los representativos nacionales y los logros oficiales de los clubes a nivel internacional, el fútbol argentino masculino es uno de los más laureados del mundo.
El Campeonato de Fútbol Femenino está organizado por la AFA y se realiza anualmente desde 1991. Desde el 16 de marzo de 2019, el fútbol femenino es profesional y cuenta con tres categorías: Primera División A, Primera División B y la Primera División C. A partir de la temporada 2021, se disputa la Copa Federal de Fútbol Femenino, competición oficial organizada por la Asociación del Fútbol Argentino, la cual consta de una fase preliminar y una fase final.
La Selección Argentina de Fútbol es una de las ocho selecciones que obtuvieron la Copa Mundial de Fútbol, habiéndola ganado en Argentina 1978, México 1986 y en Catar 2022, además de haber alcanzado el subcampeonato en Uruguay 1930, Italia 1990 y Brasil 2014. Obtuvo también dos medallas de oro olímpicas en los Juegos Olímpicos de Atenas 2004 y Juegos Olímpicos de Beijing 2008 y dos de plata en Ámsterdam 1928 y Atlanta 1996. Obtuvo dieciséis veces la Copa América, en la que también salió catorce veces subcampeón, ganó una vez la Copa Confederaciones, de la cual obtuvo dos veces el subcampeonato.
Además, a nivel de mayores es la selección con más copas oficiales de la historia, con veintitrés, contándose las tres Copas Mundiales, las dieciséis Copas América y la Copa Confederaciones, a las que se deben sumar dos títulos interconfederativos: el Campeonato Panamericano de Fútbol de 1960 y la Copa de Campeones Conmebol-UEFA de 1993 y de 2022.
A nivel juveniles, obtuvo seis veces la Copa Mundial de Fútbol Sub-20, en la que salió subcampeón en una ocasión, también ganó el Campeonato Sudamericano Sub-20 en cinco oportunidades, el Campeonato Sudamericano Sub-17 en cuatro ediciones, el Campeonato Sudamericano Sub-15 en una ocasión y el Torneo Preolímpico Sudamericano Sub-23 en cinco oportunidades. También lidera el torneo de fútbol en los Juegos Panamericanos, con siete medallas de oro, dos de plata y tres de bronce.
En 2003 la Selección Argentina de Fútbol Femenino se clasificó por primera vez a la Copa Mundial Femenina de Fútbol, creada en 1991, volviendo a clasificarse en la edición de Copa Mundial Femenina de Fútbol de 2007. En ambas ocasiones quedó eliminada en la ronda inicial, pero mostrando una evidente evolución. En la Copa Mundial Femenina de Fútbol de 2019, Argentina logró sumar puntos por primera vez en su historia, aunque no pudo clasificar a los octavos de final. Igualó 0-0 ante Japón, seleccionado que era el subcampeón vigente de la competencia, y luego cayó por 1-0 contra Inglaterra. En el tercer partido del Grupo D, se dio una histórica remontada ante el Seleccionado de Escocia, empatando 3-3 luego de estar en desventaja por tres goles. Fue el primer seleccionado en la historia en remontar una desventaja de esa diferencia.
En 2006 Argentina obtuvo por primera vez el Campeonato Sudamericano Femenino derrotando a Brasil por 2-0, clasificando así para los Juegos Olímpicos de Pekín 2008, lo que constituye la primera participación de una selección sudamericana de habla hispana en esa disciplina.

#### Futsal
El futsal es una disciplina en constante desarrollo en el país. Está organizado por dos entes: la Confederación Argentina de Fútbol de Salón y la Asociación del Fútbol Argentino.
La Confederación Argentina de Fútbol de Salón (CAFS) fue fundada en 1964 y está afiliada a la AMF. Desde 1976 organiza el Campeonato Argentino de Selecciones Provinciales y desde 1980 el Campeonato Argentino de Clubes. La competición organizada por la Asociación del Fútbol Argentino está compuesta por diversos torneos regionales (siendo el más importante el Campeonato de Futsal AFA realizado desde 1986). Los campeones de estos torneos participan de la Liga Nacional de Futsal.
Los logros más importantes de la Selección Argentina de Futsal son:
- en la AMF, el Campeonato Mundial de 1994 y de 2019 y el subcampeonato de 2007, y en la categoría C-20, el Campeonato Mundial en 2014 y el subcampeonato en 2018. En categoría femenina, obtuvo el subcampeonato de Campeonato Mundial Femenino de futsal de la AMF en 2017.[47][48]
- en la FIFA, la obtención de la Copa Mundial de 2016, los subcampeonatos en las Copas Mundiales de 2021 y 2024 y el cuarto lugar en la Copa Mundial de 2004, así como tres veces el campeonato en Copa América (2003,  2015 y 2022) y siete veces el subcampeonato (1992, 1995, 1997, 2000, 2011, 2017 y 2024).[49]

En la actualidad, muchos jugadores de futsal argentinos compiten en las ligas profesionales de Europa. Este deporte es el más popular en la provincia de Tierra del Fuego.

#### Fútbol para ciegos

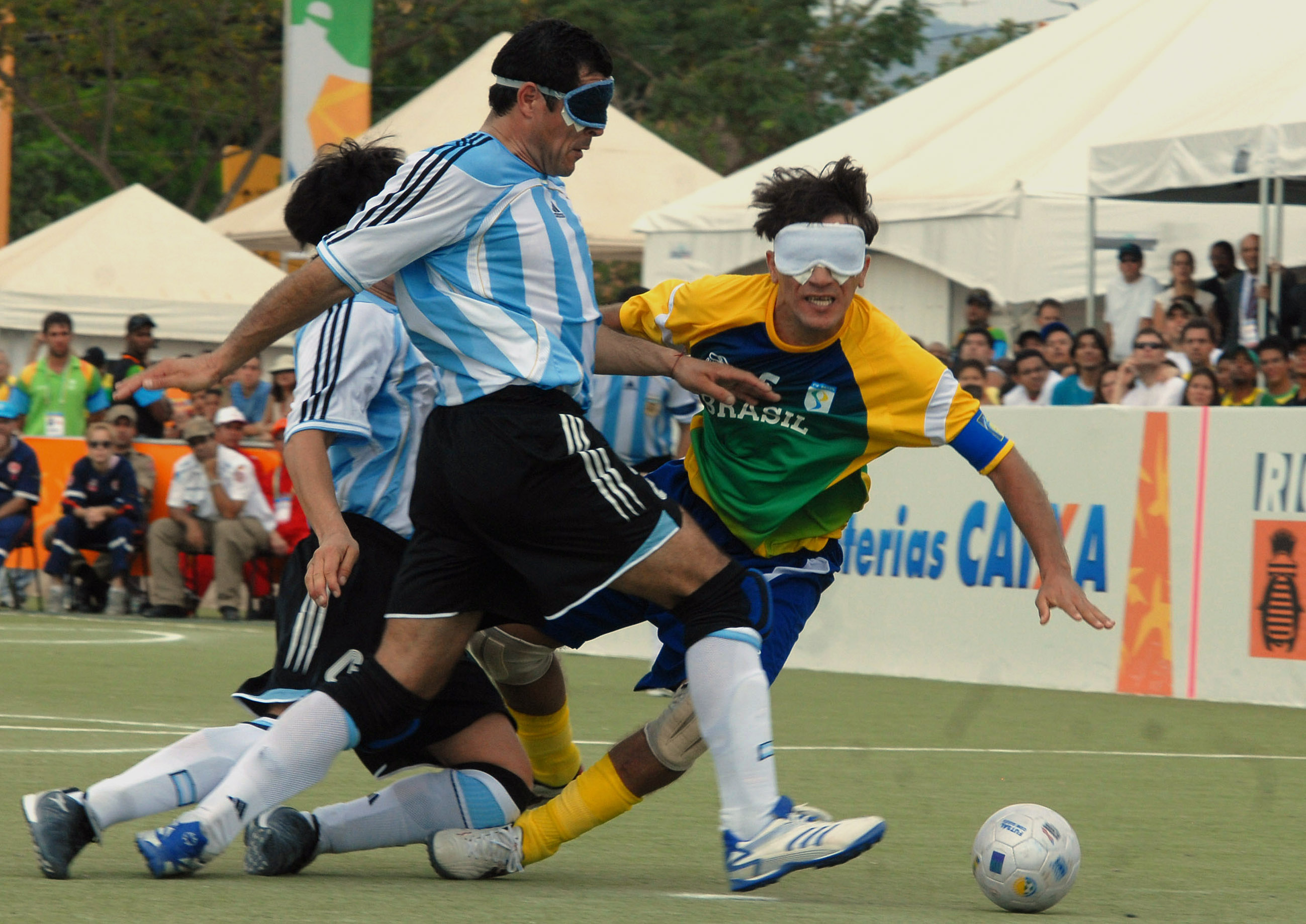
La selección masculina de fútbol para ciegos Los Murciélagos obtuvo tres títulos mundiales y tres medallas paralímpicas.

Dentro de la variedad del futsal, Argentina se destaca en la modalidad de fútbol para ciegos. La selección nacional, llamada Los Murciélagos, ha obtenido tres veces el campeonato mundial (2002, 2006, 2023), la medalla de oro en los Juegos Mundiales para Ciegos de Seúl 2015, así como la medalla de plata en los Juegos Paralímpicos de 2004, y dos veces la medalla de bronce en los Juegos Paralímpicos de 2008 y Juegos Paralímpicos de 2016. También obtuvo la Copa América de fútbol para ciegos.

#### Fútbol playa
En el país se practica también el fútbol de playa. Argentina fue uno de los cuatro participantes, junto con Brasil, Estados Unidos e Italia, que organizaron la primera competencia internacional en Miami en 1993. Participó en todos los campeonatos mundiales no oficiales organizados desde 1995, obteniendo su mejor posición en 2001, cuando finalizó tercero. Su mayor logro en este deporte fue la obtención del Campeonato de Fútbol Playa de Conmebol en 2013, siendo junto a Brasil, los únicos países en ganar dicho título continental en Sudamérica.

#### La pelota de fútbol moderna
Desde el punto de vista de los elementos de juego, en Argentina se inventó en 1931, en la ciudad de Bell Ville, la pelota de fútbol moderna, sin tiento, conocida originalmente con el nombre de superball.

### Fútbol americano
La Selección de Fútbol Americano de Argentina, junto con la de Uruguay, son las protagonistas del primer partido oficial de fútbol americano en América del Sur, tras el establecimiento del Silver Bowl en 2005, el cual enfrenta a las dos selecciones. Los Halcones, tal como se conoce al equipo, perdió las dos primeras ediciones y ganó la primera en 2007. No se disputó el torneo al año siguiente al no poder presentarse el seleccionado uruguayo y posteriormente ganó todos los Silver Bowls restantes. La selección está compuesta enteramente por jugadores amateurs de Buenos Aires, mientras que el entrenador Luis Jiménez es de origen mexicano.
La asociación de Football Americano Argentina organiza anualmente una pequeña liga amateur que en la actualidad cuenta con seis equipos. Los finalistas disputan el Tazón Austral. El campeón actual es Corsarios de Buenos Aires.
Pese a la baja popularidad de este deporte en Argentina, el país logró proyectar un par de jugadores a la liga más poderosa del mundo, la NFL. El caso más notable es el de Martín Gramática, que hasta hoy es el único sudamericano en ganar un Super Bowl de la NFL (el evento más relevante en este deporte). Lo consiguió con los Tampa Bay Buccaneers en la temporada 2002/2003, anotando 12 puntos (2 goles de campo y 6 puntos extra) en el partido decisivo de los 48 puntos de su equipo, que a la postre, sería campeón del Super Bowl XXXVII (Super Bowl número 37 de la historia).

### Gimnasia artística
La gimnasia artística es uno de los deportes más antiguos entre los que se practican en la Argentina. Sus primeros antecedentes se encuentran en las prácticas de gimnasia del Colegio Militar de la Nación fundado en 1869. En la década del 80 del siglo XIX se crean dos instituciones señeras de la gimnasia argentina: el club Gimnasia y Esgrima de Buenos Aires (GEBA), fundado en 1880 y la Sociedad Suiza de Gimnasia, fundada en 1885, esta última desaparecida en la década de 1980.
En 1892, GEBA organizó el Primer Torneo Gimnástico en la Plaza Euskara. El primer campeonato argentino se realiza en 1930, resultando campeón nacional Héctor Tula, de GEBA. Con el fin de promover la práctica masiva de la gimnasia, la Municipalidad de Buenos Aires instaló aparatos gimnásticos en varios parques. Así se establecieron centros gimnásticos en Parque Centenario desde 1928, donde se formaron grandes gimnastas, como Vicente Caudo, entrenador del equipo olímpico los Juegos Olímpicos de Londres 1948, Ángel Demarchi, Mario Fizbein, Alcides Fracchia, Enrique Rapesta y Pedro Lonchibuco. En la década del 30 la Municipalidad quitó los aparatos de las plazas.
Córdoba, fue la primera provincia en la que se desarrolló la gimnasia, bajo el impulso de Roberto Mario Tulisse que en 1943 centró su trabajo en el gimnasio del Parque Sarmiento y en el Club Olimpia. De allí surgió Juan Caviglia, seis veces campeón argentino y gimnasta olímpico Hugo Pelatto (cinco veces campeón nacional), Lorenzo Iparraguirre (campeón nacional en 1973 y 1976), entre otros.
A comienzos de la década del 40, el profesor alemán Gustavo Neumann, ex tripulante del buque Admiral Graf Spee hundido en 1939 en el Río de la Plata, se instaló en Mendoza, difundiendo la gimnasia en esa provincia.
En Rosario, la gimnasia fue difundida desde el Club Provincial de Rosario, uno de los más destacados del país en esta disciplina, por Rubén Antonio Pecile, delegado a los Juegos Olímpicos de Tokio 1964 acompañando a Carlos Pizzini. Pecile también se dedicó a formar un equipo femenino de alto rendimiento, entre la que estaban Martha Deschams y Marta Eguaburo.
En los Juegos Olímpicos de Londres 2012, el gimnasta rosarino especializado en anillas Federico Molinari, fue el primer atleta argentino en clasificar para una final olímpica, finalizando en 8.º lugar.
El deporte está regulado por la Federación Argentina de Gimnasia.

### Gimnasia Rítmica
En esta disciplina, Argentina logró por primera vez un podio histórico obtenido por Sol Martínez Fainberg al obtener la medalla de bronce en aro en la Copa del Mundo disputada en Pamplona, España, en mayo de 2022. Dicho logro, se convirtió en un suceso histórico para la gimnasia rítmica argentina y latinoamericana en competencia individual de este deporte.

### Gimnasia Trampolín
El gimnasta Lucas Adorno, obtuvo un memorable tercer puesto en el Campeonato Mundial de Trampolín de 2018 en la prueba de Doble Mini Tramp con un puntaje final de 72.400.
Posteriormente y en la misma categoría, en 2023 Santiago Ferrari se consagró bicampeón mundial en la Copa del Mundo realizado en Portugal y en la Scalabis Cup. Además, obtuvo la medalla de bronce en los Juegos Panamericanos de 2023.
En 2024, volvió a obtener un podio en la Copa del Mundo FIG en Coimbra, Portugal, tras conseguir la medalla de plata en Doble Mini Tramp.

### Golf
El golf se encuentra regido en Argentina por la Asociación Argentina de Golf, entidad creada el 3 de septiembre de 1926
Roberto De Vicenzo y Antonio Cerda ganaron la Copa Mundial de Golf a nivel selección/equipos en 1953 cuando el mundial de golf PGA se conocía bajo el nombre de Canada Golf Cup. Además en PGA, De Vicenzo ganó el Abierto Británico de 1967 y fue segundo en el Masters de Augusta de 1968. En tanto Ángel Cabrera obtuvo el US Open en 2007 y el Masters de Augusta de 2009, siendo el primer latinoamericano en triunfar allí. En torneos de veteranos, De Vicenzo ganó el US Senior Open de 1980, mientras que Eduardo Romero ganó el Tradition de 2006 y el US Senior Open de 2008.
Entre las competencias más importantes del golf argentino están el Abierto de la República, que con más de 100 años es el séptimo abierto más viejo del mundo, el Abierto del Centro, disputado en Córdoba desde 1927 y el Personal Olivos Golf Classic, también válido para el PGA Tour Latinoamérica. En el año 2000 el Buenos Aires Golf Club fue sede de la Copa del Mundo ganada por David Duval y Tiger Woods. En 2014, el Olivos Golf Club fue sede de la primera America's Golf Cup.

### Balonmano
La práctica del handball o balonmano, tiene un considerable desarrollo en Argentina. En las últimas dos décadas, la Selección masculina ha evolucionado hasta convertirse en una de las más importantes de América, habiendo ganado siete de los once Campeonatos Panamericanos de Balonmano a nivel selecciones mayores, disputados entre 2000-2018 (2000, 2002, 2004, 2010, 2012, 2014, 2018), medalla de oro en los Juegos Panamericanos de Guadalajara (2011), Lima (2019) y Santiago (2023), medalla de plata en Santo Domingo (2003), Río de Janeiro (2007) y Toronto (2015) y medalla de bronce en Mar del Plata (1995) y Winnipeg (1999). En los Juegos Sudamericanos, la selección masculina ganó tres medallas de oro y tres medallas de plata. Mundialmente, la mejor colocación en los Campeonatos Mundiales ha sido el 11.º lugar en el torneo disputado en Egipto (2021).
La Selección femenina obtuvo hasta el momento, una medalla de oro en el Campeonato Panamericano (2009), dos medallas de oro en los Juegos Sudamericanos (2006 y 2010) y cinco medallas de plata y una de bronce en Juegos Panamericanos.
En los últimos años, los seleccionados juveniles han demostrado una considerable mejoría, obteniendo el 7.º lugar en el Campeonato Mundial de 2005 (Catar) y el 4.º lugar en 2007 (Baréin), en el caso de los varones y el 6.º lugar en mujeres en 2006 en Canadá.
El deporte se encuentra regulado por la Confederación Argentina de Handball, afiliada a su vez a la Confederación Sudamericana de Balonmano, la Federación Panamericana de Balonmano y a la International Handball Federation. La Confederación Argentina de Handball es la institución responsable de organizar y regular los torneos nacionales de balonmano a nivel nacional. Fundada el 15 de octubre de 1921 es la federación de balonmano más antiguo del mundo. En carácter de ente rector de este deporte a nivel nacional; la CAH ordena y dirige la actividad nacional e internacional del balonmano argentino; confecciona el calendario deportivo de la actividad y reúne a todas las entidades provinciales de la disciplina en el territorio de la República Argentina disponiendo y controlando su accionar. 
La CAH organiza los torneos Argentinos de Selecciones y los torneos Nacionales de Clubes de tres categorías (de mayor a menor, A, B y C) para las divisiones adultos, juveniles y cadetes, tanto en las ramas femeninas como en las masculinas. En los torneos de categoría A participan los mejores equipos de cada confederación, en las B, los de segunda jerarquía, y en los C, los terceros en nivel. Los dos primeros del Torneo Nacional Adulto A Masculino participan en el Campeonato Panamericano de Clubes de Balonmano Masculino.

### Hockey sobre césped

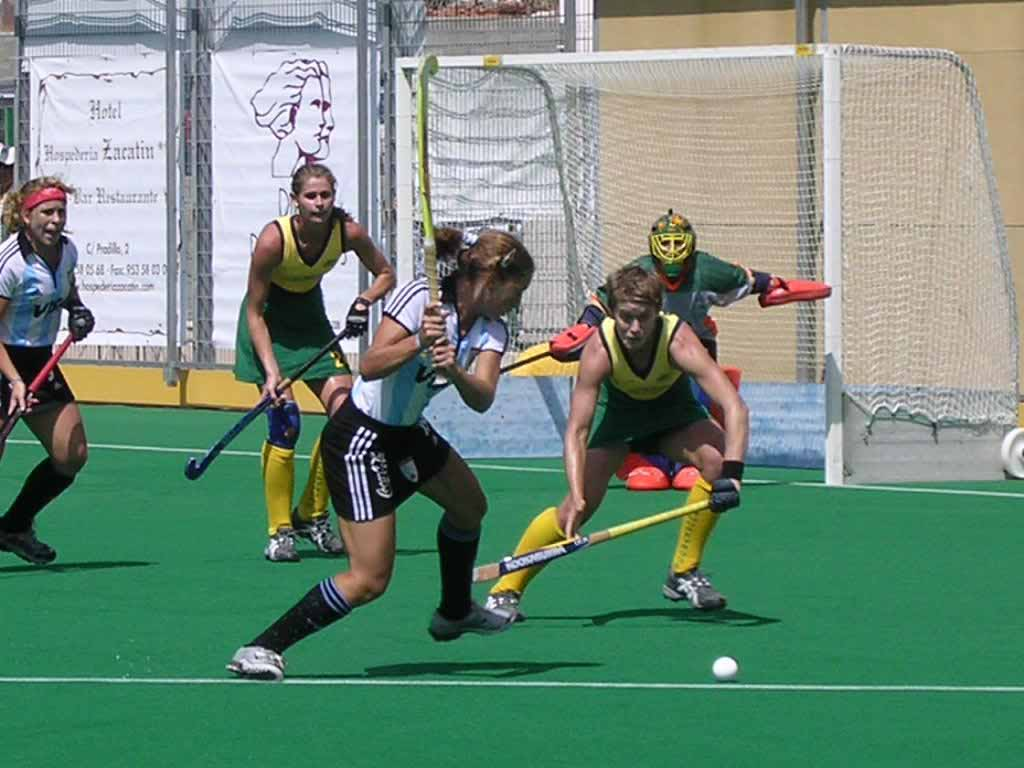
Las Leonas: dos veces campeonas mundiales y seis veces medallistas olímpicas.

Argentina fue el primer país sudamericano en el que se practicó el hockey sobre césped. Este deporte se practica en el país desde la primera década del siglo XX, principalmente a partir de la influencia de la comunidad inmigrante británica que lo adoptó como uno de los deportes preferidos para ser difundidos a través de las escuelas y colegios "ingleses", de gran predicamento en los sectores medios y altos. En 1908 se fundó la Asociación Argentina de Hockey (AAH), adherida a la Hockey Association of England (HAE). Por la activa participación femenina desde sus inicios, se trata de uno de los deportes que más impulsaron el ingreso de las mujeres al deporte en Argentina. El hockey sobre césped es practicado en colegios y clubes de todo el país, sobre todo entre las mujeres.
Argentina mantiene una amplia superioridad deportiva en la práctica del hockey sobre césped en el continente americano, tanto en mujeres como en varones, habiendo ganado ambas selecciones la mayoría de las medallas de oro panamericanas y sin haber dejado de disputar ninguna final.

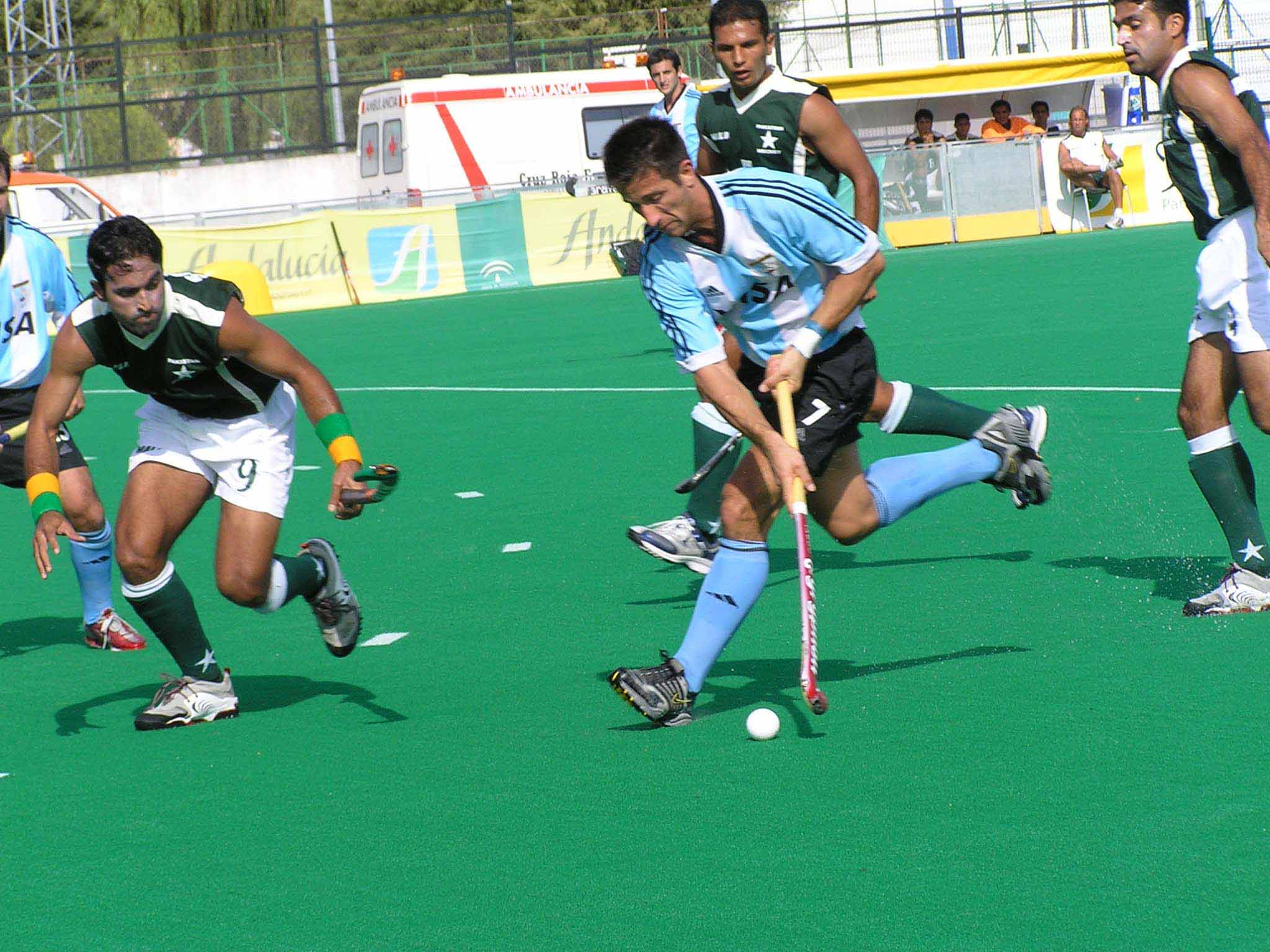
Los Leones, medalla de oro en los Juegos Olímpicos de Río de Janeiro 2016.

En la primera mitad de la década de 1970, comenzaron a obtenerse excelentes resultados en la competencia mundial, sobre todo las mujeres que fueron dos veces subcampeonas del mundo en 1974 y 1976 y obtuvieron el tercer puesto en 1978. Sin embargo, la falta de apoyo estatal en la década de 1980 impactaría negativamente sobre la consolidación del alto rendimiento alcanzado. Fue a partir de la década de 1990 y sobre todo del año 2000, que el rendimiento de la Selección femenina, conocida como Las Leonas, alcanzaría los más altos niveles deportivos del mundo, apasionando a la población y popularizando el deporte. Entre 2000 y 2022, Las Leonas obtuvieron dos Campeonatos Mundiales, seis medallas en los Juegos Olímpicos, siete Champions Trophy, una Liga Mundial, una Hockey Pro League y ocho campeonatos en los Juegos Panamericanos.
Entre los clubes importantes del hockey argentino se destacan el Quilmes Atlético Club, Club Atlético San Isidro, Club San Martín, Belgrano Athletic, San Isidro Club, Hurling Club, Mitre, Club San Fernando, Club Ciudad de Buenos Aires (Muni), Lomas Athletic Club, Gimnasia y Esgrima de Buenos Aires (GEBA) y Club Universitario de Rosario.
Luciana Aymar es la jugadora más destacada de la historia. Ha sido elegida ocho veces la mejor jugadora de hockey del mundo y en 2008 fue declarada Leyenda del Hockey por la FIH (Federación Internacional de Hockey).
Por otra parte, la Selección masculina, más conocida como Los Leones, ha obtenido destacados logros al obtener medalla de oro en los Juegos Olímpicos de Río de Janeiro 2016, medalla de bronce en el Campeonato Mundial 2014 y en el Champions Trophy de 2008 además de once medallas de oro y cuatro de plata en Juegos Panamericanos.
Existen 32 federaciones de clubes de hockey directamente asociadas a la Confederación Argentina de Hockey (entidad nacional encargada de reglamentar y organizar el deporte) que asocian a unas 123 000 jugadoras federadas y 22 000 jugadores federados en todo el país (desde octubre de 2014), más del triple de la cifra de los que estaban registrados en el año 2000, cuando sumaban 39 000 practicantes.
El hockey argentino está estructurado a partir de asociaciones municipales y ligas provinciales con sus correspondientes torneos. A nivel nacional existen tres grandes torneos:
- La Liga Nacional de Hockey, para damas y caballeros, con dos divisiones, A y B.
  - Argentino de Clubes, para damas y caballeros, con dos divisiones, cada una de ellas con dos grupos: A1-A2 y B1-B2. Los clubes ganadores de la división A (1 y 2) ascienden para jugar la Liga Nacional B.
- Argentino de Selecciones, para selecciones regionales de damas y caballeros, mayores, sub-21, Ascenso A y Ascenso B.

Los torneos regionales de clubes son:
- Bonaerense
- Sur Bonaerense
- NEA Caballeros
- NEA Damas
- Centro Cuyo Caballeros
- Centro Cuyo Damas
- NOA Caballeros
- NOA Damas
- Patagonia Damas

### Hockey sobre patines

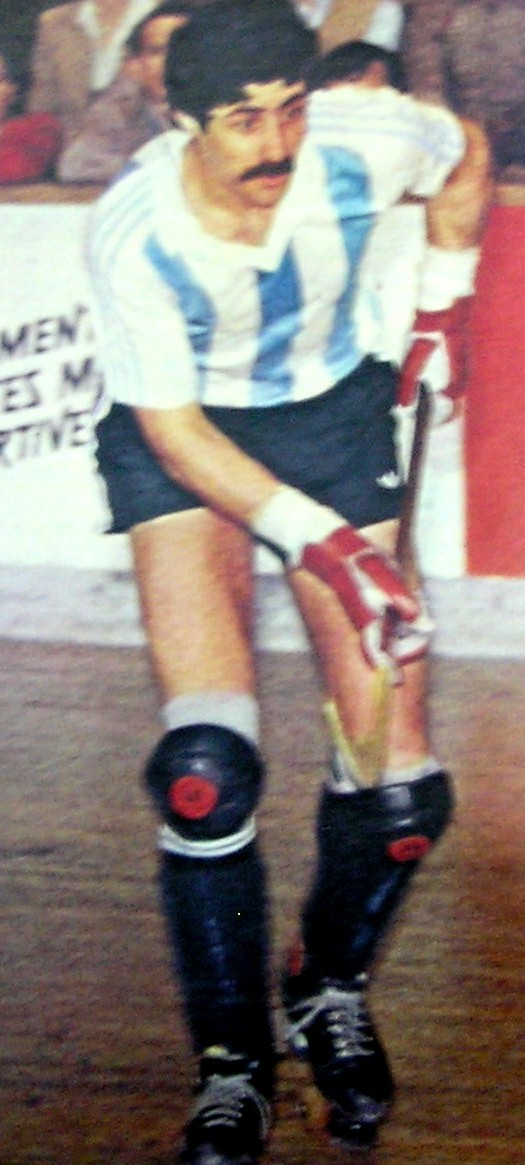
Daniel Martinazzo, dos veces campeón mundial de hockey sobre patines, fue considerado el mejor jugador del mundo en la década de 1980.

El hockey sobre patines es un deporte muy practicado en la zona de Cuyo, principalmente en las provincias de San Juan y Mendoza. La calidad de los jugadores es internacional.
En la modalidad femenina, la Selección argentina más conocida como Las Águilas es la selección que más campeonatos mundiales ha obtenido, con seis, el último de ellos obtenido en el los World Skate Games Argentina 2022. También durante esta competencia el seleccionado masculino obtuvo su sexto campeonato mundial mientras que en la modalidad masculina Argentina es, el tercer país en el historial, detrás de España y Portugal. Cabe destacar que en este evento también se consagró campeona la selección masculina U-19. Este evento consolida a las selecciones de hockey sobre patines como aquellas que más copas internacionales han aportado a la República Argentina.
En la categoría masculina, Argentina es el único campeón olímpico de la historia, al ganar la medalla de oro en hockey sobre patines, disputada como deporte de exhibición en los Juegos Olímpicos de Barcelona 1992. 
Entre los mejores jugadores de la historia se destaca Daniel Martinazzo, consagrado en 1978 con el premio Olimpia de Oro como el mejor deportista argentino de ese año. Otros jugadores destacados son David Páez entre los varones y Luciana Agudo entre las mujeres.
La Liga Nacional Argentina A-1 es la más grande competición de clubes de Hockey sobre patines de Argentina. Es organizada por los clubes de Argentina, a través del Consejo Ejecutivo de Clubes (CEC) en forma independiente a las federaciones y asociaciones a las cuales pertenecen.

### Jineteada gaucha
La jineteada gaucha, jineteada argentina o doma gaucha es un deporte ecuestre característico y tradicional de Argentina, que integra la cultura folklórica de ese país, en particular la cultura gauchesca. El deporte consiste en que el jinete debe sostenerse por entre 6 y 15 segundos sobre un potro (bagual). Se realiza en varias categorías: crin limpia o potro pelado, grupa sureña o cuero, bastos, con encimera, sin boleadoras, silla, etc, o combinaciones.

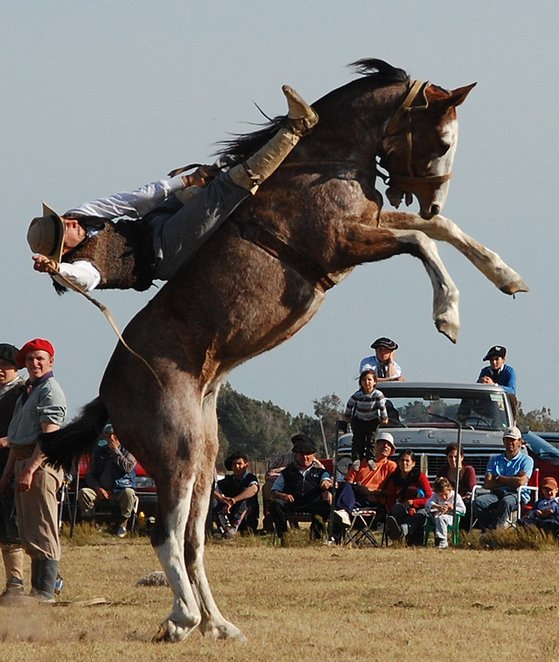
Jineteada gaucha o argentina, un deporte tradicional, característico de la cultura gauchesca.

Existen dos estilos básicos de jineteada gaucha: la surera y la de los valles norteños. La primera suele realizarse montando sólo sobre un cuero y con el potro conducido por un freno en la boca, en tanto la segunda se utiliza el apero completo y el potro es conducido por una guatana o semiguatana, una pieza de cuero circular colocada en la boca del caballo.
La vestimenta del jinete se encuentra reglamentada para mantener las tradiciones gauchas. Existen normas estrictas para las espuelas, riendas y el rebenque o guacha.
Entre los torneos de jineteada gaucha se destaca el Festival Nacional e Internacional de la Doma y Folklore de Jesús María, que se realiza anualmente en enero en la Provincia de Córdoba.

### Judo

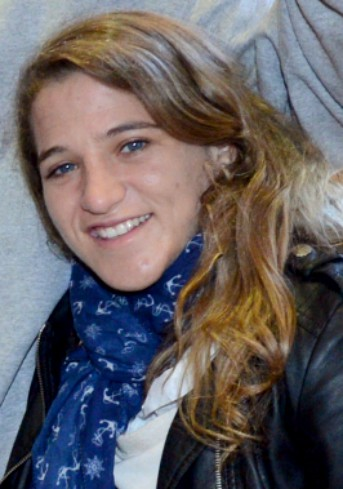
Paula Pareto obtuvo la primera medalla de oro para una mujer argentina, la primera para el judo argentino y la n.º 19 en la historia olímpica del país.

En el año 1906, la Fragata Sarmiento se encontraba en Japón durante uno de sus viajes de preparación. El entonces Comandante Adolfo Díaz buscaba contratar a un profesor de Jiu-jitsu y gimnasia para los cadetes de la Armada Argentina. El elegido para el trabajo fue el 2.º Kyu Yoshio Ogata, estudiante de en ese entonces 21 años quien fue criado en el Kodokan luego de la muerte de su padre en la primera guerra sino-japonesa. Se embarcó en la Fragata el 3 de agosto y zarpó desde el puerto de Yokohama. Ya radicado en Argentina, fue el aristócrata y deportista Carlos Delcasse quien lo recomendó como instructor a la Policía Federal Argentina, convirtiendo a Ogata en profesor de Jiu-jitsu y gimnasia de la Escuela de Cadetes fundada por Ramón Falcón. En 1914 intentó volver a Japón pero se lo imposibilitó la Primera Guerra Mundial, por lo que permaneció en Argentina como instructor de la Gendarmería. En 1938 se jubiló y fundó su propio gimnasio en la capital para la enseñanza de Jiu-jitsu y Judo, siendo profesor hasta su muerte en 1970. El Judo se volvió un deporte ampliamente practicado en Argentina, tanto a nivel recreativo como competitivo.
En Campeonatos Mundiales, hasta 2016 y en relación con otros países del continente, se ubica en quinto lugar, detrás de Cuba, Brasil, Estados Unidos y Colombia, con dos medallas de oro y dos medallas de plata. El primer podio para Argentina fue logrado por Carolina Mariani al obtener la medalla de plata en la categoría (-52kg) en el Campenato Mundial de 1995 en Chiba, Japón. El primer título mundial fue obtenido en 2003 por Daniela Krukower en la categoría (–63kg) en el Campeonato Mundial realizado en Osaka, Japón.
En los Juegos Olímpicos, Argentina obtuvo dos medallas logradas por Paula Pareto en la categoría (-48kg): bronce en Pekín 2008 y oro en Río de Janeiro 2016, quien con este último galardón se convirtió en la primera mujer argentina en ser campeona olímpica. Dicha deportista, además, logró el quinto puesto en los Juegos de Londres 2012 y se consagró campeona en el Campeonato Mundial de 2015 disputado en Astaná, Kazajistán.
En los Juegos Panamericanos, Argentina se ubica quinta en el medallero histórico con 46 medallas.

### Natación

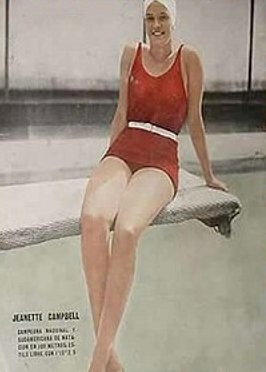
Jeanette Campbell, primera deportista olímpica argentina, ganadora de la medalla de plata en 100 metros libres en los Juegos Olímpicos de Berlín 1936.

La natación es un deporte muy practicado en Argentina, tanto en sus modalidades de piscina, como de aguas abiertas fluviales y marítimas. Fue uno de los primeros deportes en ser practicados por las mujeres en el país.
El primer logro histórico de primer nivel fue la medalla de oro obtenida por Alberto Zorrilla en 400 metros libres, en los Juegos Olímpicos de Ámsterdam 1928. En los Juegos Olímpicos de Berlín 1936 Jeanette Campbell obtuvo la medalla de plata en 100 metros libres mientras que la tercera medalla olímpica fue obtenida por Georgina Bardach en los Juegos Olímpicos de Atenas 2004 al obtener la medalla de bronce en los 400 metros meddley.
Federico Grabich obtuvo un histórico tercer puesto en los 100 metros libre durante el Campeonato Mundial de Natación de 2015 en Kazán, Rusia, convirtiéndose en el primer nadador argentino en lograr un podio en un mundial de piscina olímpica.
En la modalidad de aguas abiertas, Gabriel Chaillou fue el primer nadador en obtener una medalla en el Campeonato Mundial de Natación tras lograr la medalla de bronce en el Campeonato Mundial de 1998 que se realizó en Perth, Australia.

### Pádel
El pádel es un deporte de práctica masiva en Argentina que ha permitido que el país sea la primera potencia mundial, tanto en su versión masculina como femenina.
Practicado desde comienzos de la década del 70, el pádel tuvo un boom masivo en las décadas del 80 y del 90, convirtiéndose Argentina en el país con mayor cantidad de practicantes y canchas del mundo, alcanzando en 1993 la cantidad de 4,5 millones de jugadores y 35 000 pistas de juego. Luego del boom masivo inicial la práctica se contrajo considerablemente, pero sin perder masividad.
En las dieciséis ediciones del Campeonato del Mundo de Pádel que se celebra cada dos años desde 1992, Argentina ganó la competencia masculina en doce oportunidades (1992, 1994, 1996, 2000, 2002, 2004, 2006, 2012, 2014, 2016, 2022 y 2024) y la competencia femenina en ocho oportunidades (1992, 1994, 1996, 2002, 2004, 2006, 2008, 2012).
A su vez se ostenta cuatro subcampeonatos en la rama masculina (1998, 2008, 2010 y 2021) y nueve en la femenina (1998, 2000, 2010, 2014, 2016, 2018, 2021, 2022 y 2024).
7 de las 11 ediciones del World Padel Tour (campeonato de pádel profesional disputado desde 2012) han tenido al menos a un argentino campeón, destacando los 5 títulos de Fernando Belasteguín y los 2 de Juan Martín Díaz, además de Sanyo Gutiérrez, Maxi Sánchez y Agustín Tapia, ambos con un título.
El argentino Fernando Belasteguín es el mayor exponente del pádel mundial, habiendo sido por 13 años consecutivos el N.º 1 del ranking mundial. En sus palmarés destacan 5 campeonatos del mundo de padél (2002, 2004, 2006, 2014 y 2016), los 5 World Padel Tour ya enunciados y 170 torneos en 190 finales disputadas. Fue el N.º 1 del mundo más joven de la historia con solo 22 años. Junto a Juan Martín Díaz, fueron la única pareja en la historia en pasar 1 año y 9 meses invictos ganando 22 torneos consecutivos (entre septiembre de 2005 y mayo de 2007).
El deporte se encuentra organizado y regulado por la Asociación Pádel Argentino.

### Pato

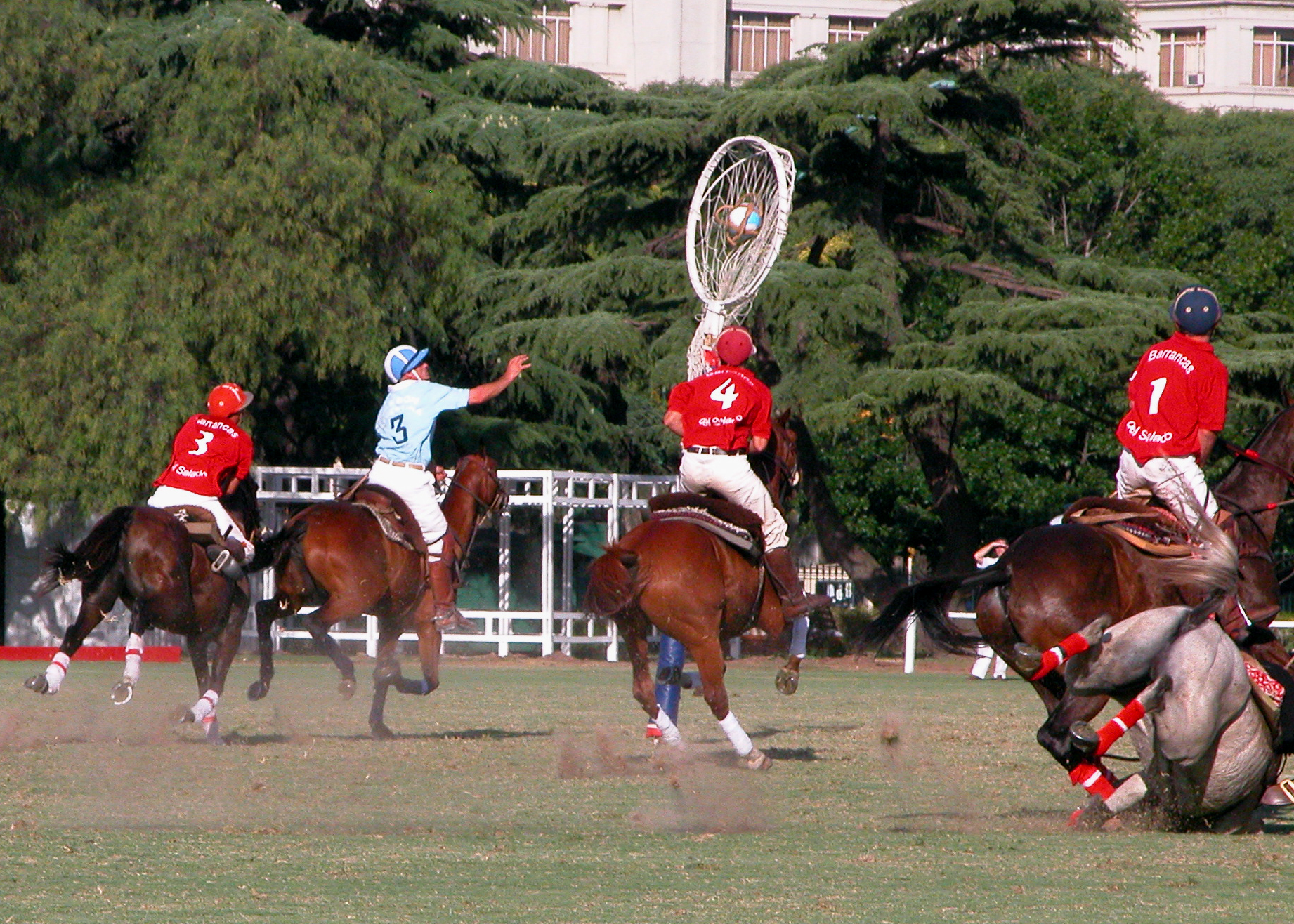
Pato. El juego se realiza con una pelota con manijas que debe ser tomada del piso o pasarse entre jugadores para convertir gol en la valla contraria.

En 1953 se declaró al pato, como deporte nacional. El mismo fue inventado por los gauchos que habitaban la pampa, existiendo testimonios que dan cuenta de su existencia ya en 1610. En sus inicios se lo practicaba con un pato muerto, o a veces vivo, colocado dentro de una bolsa, de donde procede su nombre.
En el siglo XIX, el juego fue prohibido por el gobierno y castigado por la Iglesia católica con la excomulgación, sin embargo sobrevivió en los campos, practicado de modo irregular. En 1937 Alberto de Castillo Posse redactó el primer reglamento, transformándolo en deporte.
Se encuentra regulado por la Federación Argentina de Pato, creada en 1941. Tiene un equivalente europeo, el horseball, aunque sus reglas difieren ligeramente.

### Pelota vasca

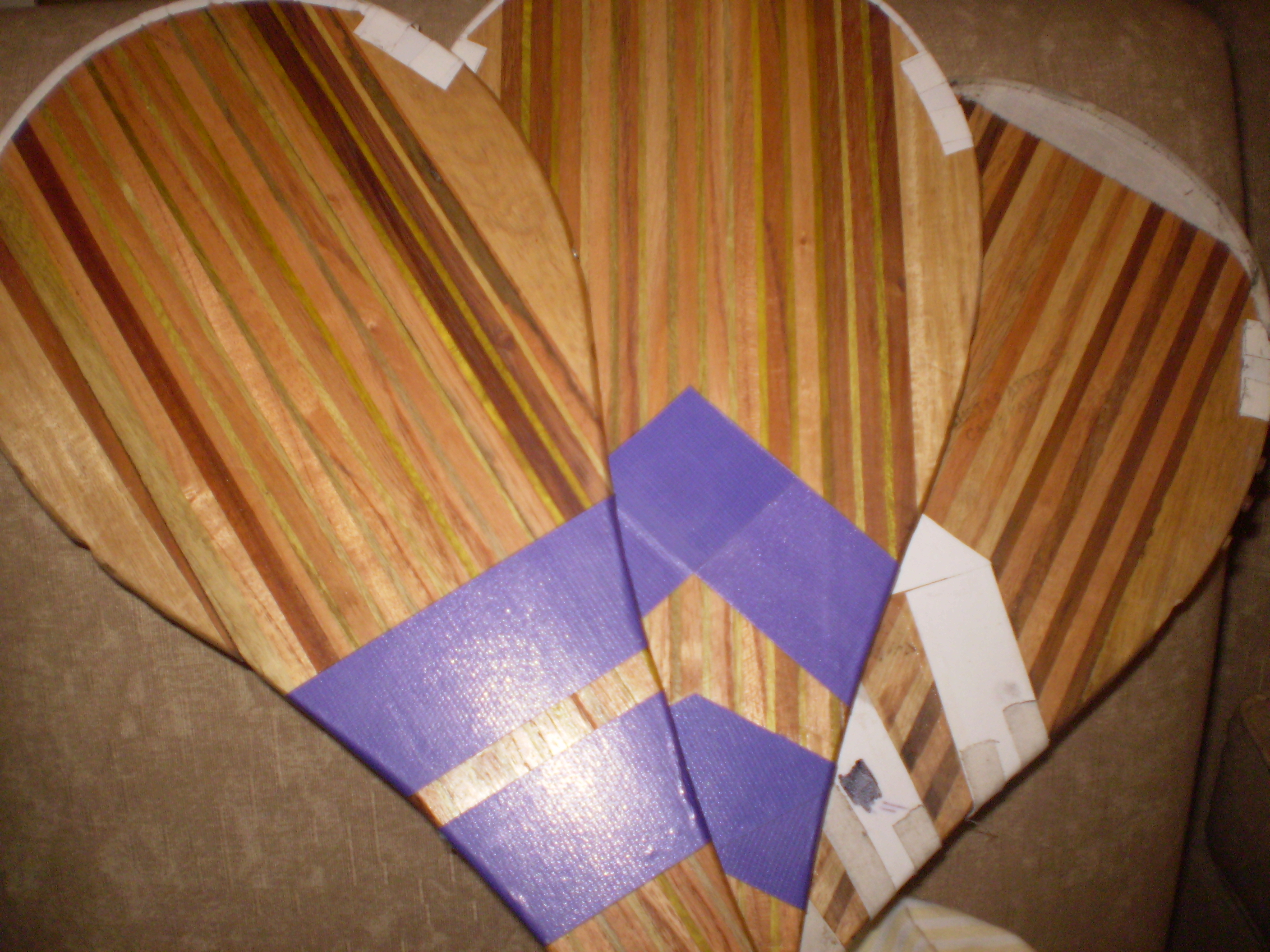
Paleta inventada en la Argentina estilizando la paleta vacuna, que originó la disciplina pelota paleta o paleta argentina dentro de la pelota vasca, disciplina en la que los pelotaris argentinos lideran el medallero mundial.

La pelota vasca es el deporte que más títulos internacionales le ha significado a la Argentina, ganando 49 campeonatos mundiales en 19 ediciones del Campeonato del Mundo de Pelota Vasca, obteniendo a su vez 28 subcampeonatos y 19 bronces. Incluso se ha ganado dos veces el medallero general en las ediciones de (1962 y 1974) logro que solo pudieron conseguir Argentina, España, Francia y México. .
En la Argentina se encuentra muy difundida la pelota paleta o pelota argentina, una variedad de la pelota vasca inventada en el país que utiliza una pala de madera llamada paleta, debido a que originalmente se utilizaba la paleta vacuna. El juego goza de gran popularidad en todo el país, siendo impulsado principalmente por la comunidad vasca.
En los Juegos Olímpicos de Barcelona 1992, en los que la pelota vasca se presentó como competencia de exhibición, Argentina obtuvo la medalla de oro en las dos disciplinas de paleta (paleta cuero y paleta goma).
En los Juegos Panamericanos Argentina ha conseguido 15 oros, 7 platas y 11 bronces, ubicándose así en el segundo escalón del medallero histórico, por debajo de México.
Argentina ha dado varios campeones mundiales de pelota vasca, tanto en la especialidad de pelota paleta como en las restantes, destacándose entre otros, Aarón Sehter, el pelotari más galardonado y laureado en la historia de la Pelota, ganador de trece títulos mundiales y un récord de 120 partidos sin derrotas, y Ricardo Bizzozero, ocho veces campeón mundial (share y paleta cuero) y elegido tres veces como mejor pelotari del mundo en la modalidad de paleta cuero (1974, 1978, 1982). Otros destacados pelotaris son Eduardo Ross, Juan Labat, Vicente del Río (considerado el mejor pelotari de share de todos los tiempos), Fernando Elortondo, Gerardo Romano, Néstor Delguy, Roberto Curto, Domingo Olite, etc.
El juego se encuentra organizado y regulado por la Federación Argentina de Pelota.

### Polo

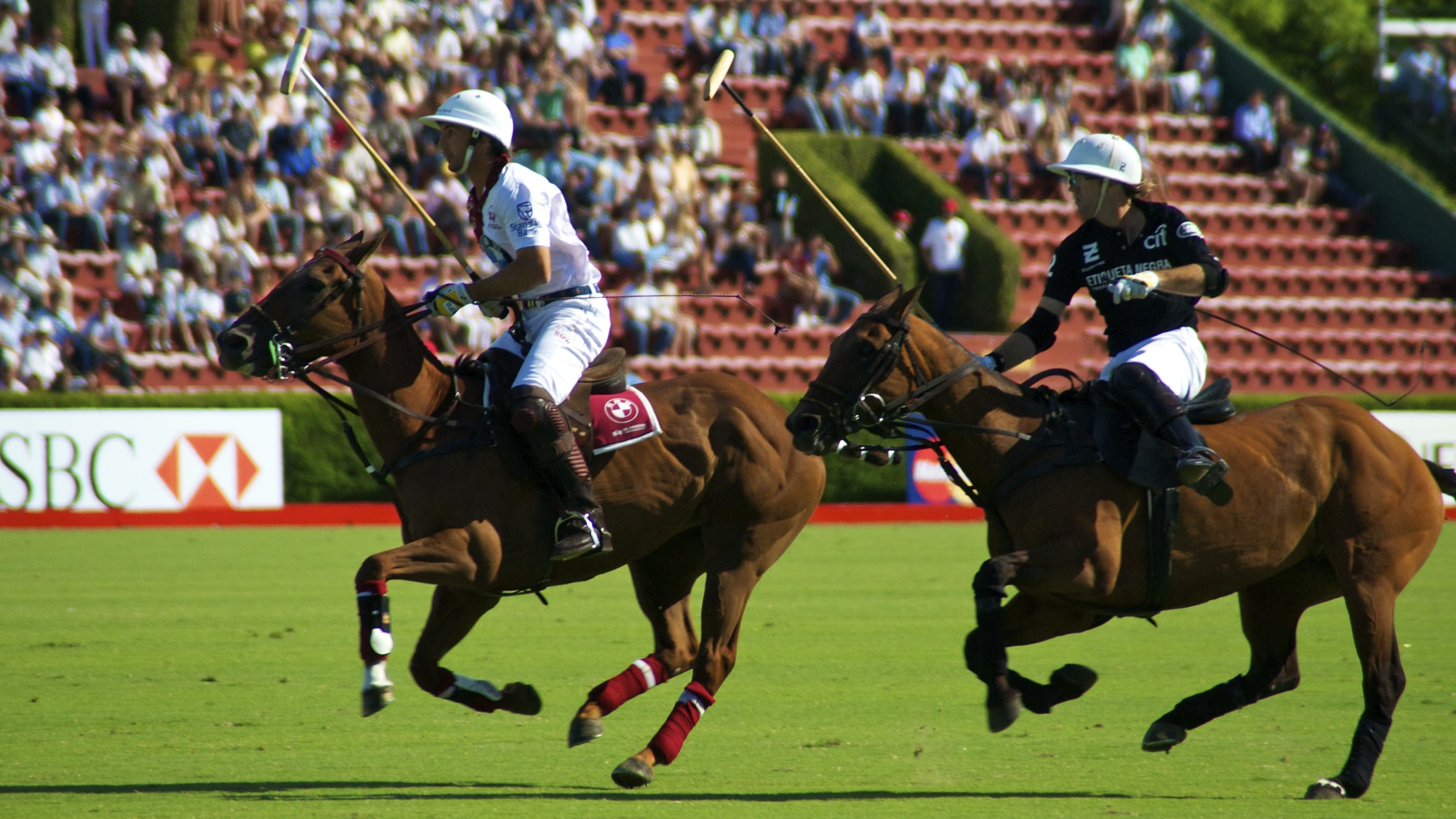
El Campeonato Argentino Abierto de Polo es el torneo de polo más competitivo del mundo.

Fue introducido en Argentina por inmigrantes ingleses hacia 1875. La Asociación Argentina de Polo (AAP) es el ente rector del polo en Argentina. Es una asociación civil sin fines de lucro constituida el 14 de septiembre de 1922 en la Ciudad de Buenos Aires. La institución organiza el torneo de polo más importante del mundo, el Campeonato Argentino Abierto de Polo, que se disputa en el Campo Argentino de Polo de la Ciudad de Buenos Aires. Asimismo, supervisa los torneos de polo restantes en Argentina, establece las reglas para el polo en Argentina y es responsable de la interpretación en caso de duda, impone medidas disciplinarias y decide sobre las hándicap de los jugadores activos en Argentina. La AAP está afiliada a la Federación Internacional de Polo (FIP), ente rector del polo a nivel mundial y al Comité Olímpico Argentino.
Históricamente, Argentina fue y sigue siendo líder indiscutido en este deporte en el alto hándicap internacional. Los jugadores argentinos de polo son los más destacados internacionalmente, participando en torneos en todo el mundo. La Selección de polo de Argentina ha ganado 5 veces el Campeonato Mundial de Polo (1987, 1992, 1998, 2011, 2017), encontrándose primera en el medallero histórico (además de poseer un subcampeonato de 1995 y 2 bronces en 1989 y 2001). Sin embargo, los equipos participantes deben tener un hándicap de hasta 14 goles; es por esta razón que los mejores exponentes del polo, no pueden tomar parte de este campeonato. Mientras el polo fue deporte olímpico, Argentina participó dos veces obteniendo en ambas la medalla de oro, en los Juegos Olímpicos de París 1924 con Arturo Kenny, Juan Miles, Guillermo Brooke Naylor, Juan Nelson, Enrique Padilla y Alfredo Peña y en Juegos Olímpicos de Berlín 1936 con Luis Duggan, Roberto Cavanagh, Andrés Gazzotti, Manuel Andrada y Juan Nelson.
Argentina obtuvo el oro en la única edición que se disputó en los Juegos Panamericanos de 1951.
Otros galardones son: 1 de las 3 Copas de Supernaciones, 6 de las 8 Copas de las Américas, y 5 de las 7 Copas de las Naciones de Polo.
Actualmente en Argentina, se juegan los tres torneos de polo más importantes del mundo: el Campeonato Argentino Abierto de Polo, el Abierto de Hurlingham y el Abierto de Tortugas, los que conforman la honorífica Triple Corona. Coronel Suárez fue el primer equipo en lograr el hándicap ideal de 40 goles, es el máximo ganador del Campeonato Argentino Abierto de Polo con 25 conquistas y conquistó la Triple Corona en 5 oportunidades. Entre los equipos más destacados de las décadas del 2000 y 2010 se encuentran Ellerstina y La Dolfina.
En abril de 2022, se realizó por primera vez el Campeonato Mundial de Polo Femenino que se disputó en el Campo Argentino de Polo de la ciudad de Buenos Aires, donde la selección nacional se consagró campeona tras vencer a Estados Unidos 6-2 en la final. El equipo estuvo integrado por Agustina Imaz, Catalina Lavinia, Azucena Uranga y Paulina Vasquetto.

### Remo

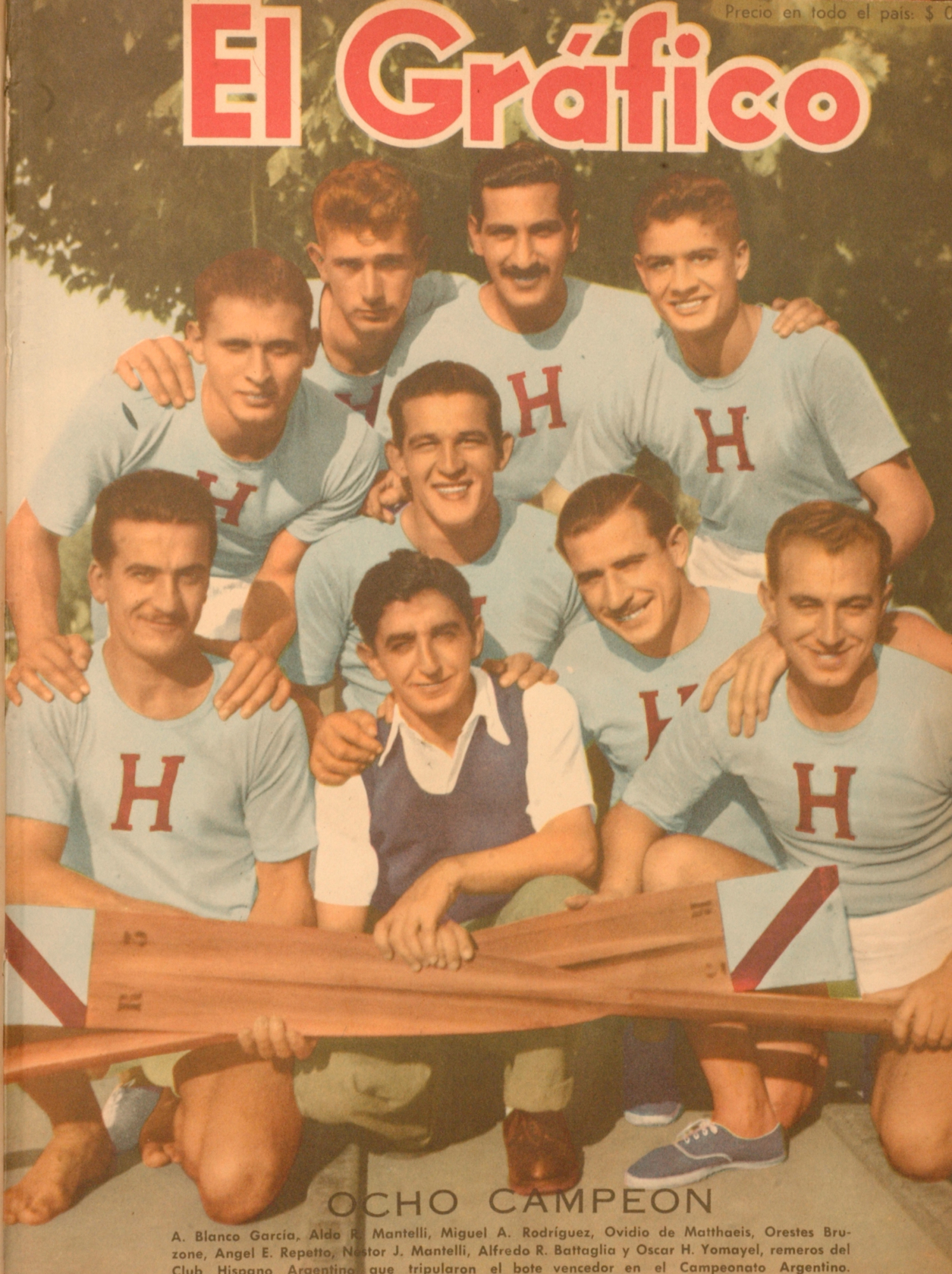
Equipo campeón de remo en 1949.

Entre los principales logros se encuentran la medalla de oro obtenida por la dupla Tranquilo Capozzo y Eduardo Guerrero en los Juegos Olímpicos de Helsinki 1952, las medallas de bronce y plata obtenidas por Alberto Demiddi en los Juegos Olímpicos de México 1968 y Múnich 1972 y la medalla de bronce obtenida por Julio Curatella y Horacio Podestá en los Juegos Olímpicos de Berlín 1936. Demiddi fue también campeón mundial tras ganar el Campeonato Mundial de Remo de 1970 en Canadá.
En los Juegos Panamericanos, Argentina ostenta 44 oros, 32 platas y 43 bronces, ubicándose con estas 119 medallas en el segundo puesto del medallero histórico detrás de Estados Unidos.

### Rugby

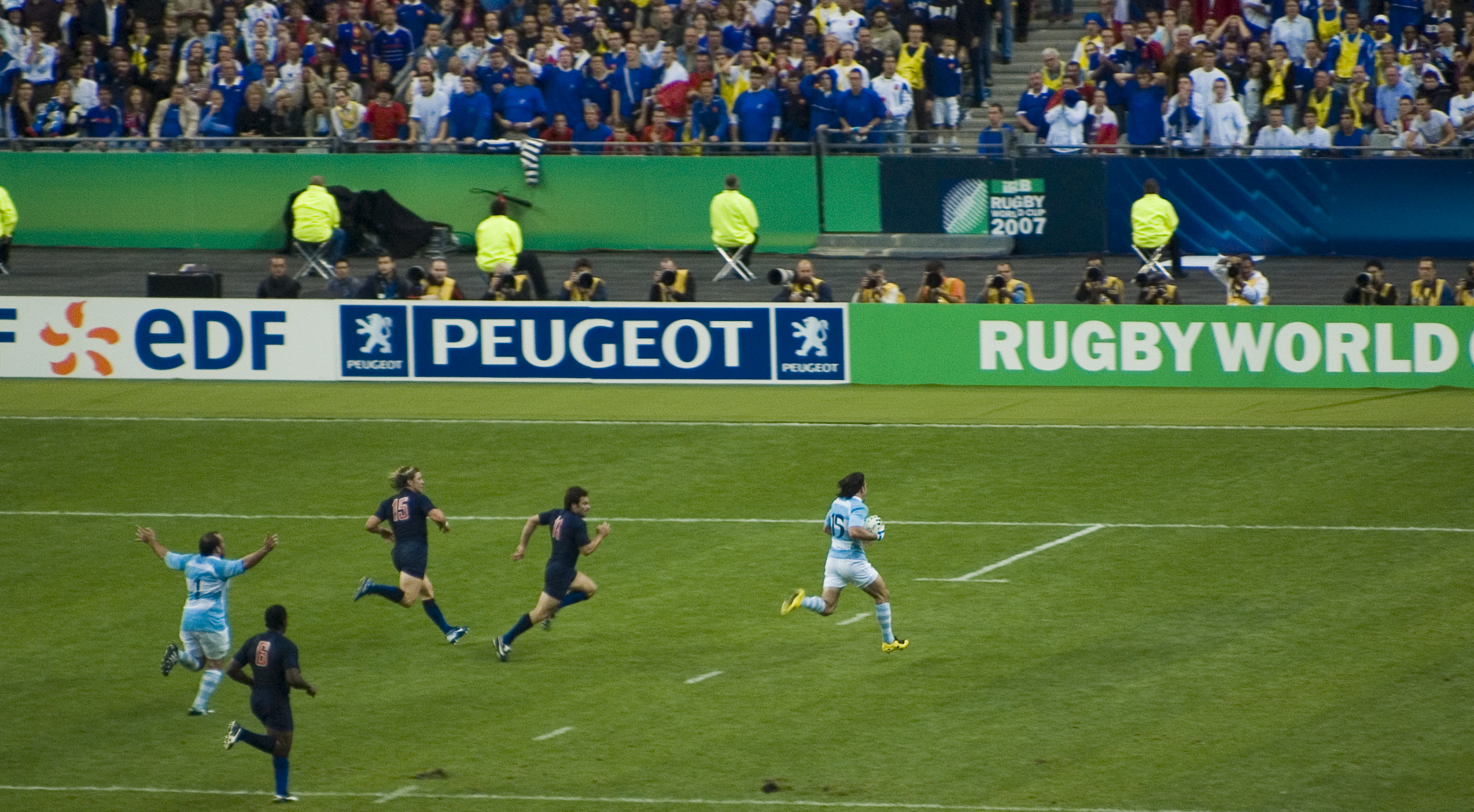
Try de Ignacio Corleto consolidando la victoria contra Francia, en el partido de inauguración de la Copa Mundial de Rugby de 2007 en el que Los Pumas salieron terceros.

El rugby, se juega aproximadamente desde 1873 en la Argentina. En un comienzo fue jugado por británicos residentes en el país y a partir de 1910, ya había numerosos jugadores argentinos. La Unión Argentina de Rugby (UAR), institución que organiza el rugby a nivel nacional en Argentina, fue fundada el 10 de abril de 1899. Es una de las federaciones de rugby más antiguas en el mundo. En 1987 se convirtió en miembro de la World Rugby al ser invitada para la primera Copa del Mundo de Rugby y en 1988 participó en la fundación de la Confederación Sudamericana de Rugby, actualmente conocida como Sudamérica Rugby. Al ser la UAR la unión nacional, las demás uniones regionales de Argentina están afiliadas a la misma.
Las mayores plazas rugbísticas del país se encuentran en Buenos Aires (Unión de Rugby de Buenos Aires), Rosario (Unión de Rugby de Rosario), Córdoba (Unión Cordobesa de Rugby), Tucumán (Unión de Rugby de Tucumán) y Mendoza (Unión de Rugby de Cuyo). El deporte está difundido en todo el país y es el único país americano que cuenta con una cantidad importante de clubes que lo practican habitualmente, superando inclusive a Estados Unidos y Canadá.
El Campeonato Argentino de Rugby fue el principal torneo nacional de selecciones de las uniones provinciales de rugby que se disputó entre 1945 y 2017. En sus 73 ediciones los seleccionados más ganadores fueron: Unión de Rugby de Buenos Aires con 37 campeonatos, Unión de Rugby de Tucumán con 11 campeonatos, Unión de Rugby de Córdoba con 7 campeonatos y Unión de Rugby de Mar del Plata, Unión de Rugby de Rosario y Unión de Rugby de Cuyo con 1 campeonato cada uno.
La principal competencia de clubes es el Torneo Nacional de Clubes, que se disputa desde 1993. Hasta el año 2024 los vencedores del torneo son los siguientes equipos: Hindú Club de Don Torcuato con 11 campeonatos, San Isidro Club de San Isidro con 5 campeonatos, Duendes Rugby Club de Rosario con 3 campeonatos y Club Atlético de San Isidro de San Isidro, Jockey Club de Rosario, San Cirano de Buenos Aires, Club San Luis de La Plata, La Tablada Rugby Club de Córdoba, Alumni de Tortuguitas, La Plata Rugby Club de La Plata, Club Universitario de Buenos Aires y Tucumán Lawn Tennis Club de Tucumán con 1 campeonato cada uno.
La Selección nacional masculina de rugby, más conocida como Los Pumas, es la más destacada del continente americano y ha llegado a ubicarse entre las cuatro mejores del mundo, habiendo intervenido, con diversa suerte, en todos los campeonatos mundiales de esta especialidad deportiva. Su mejor desempeño ha sido en la Copa Mundial 2007, donde obtuvo el tercer puesto (Medalla de Bronce) después de haber triunfado frente a la selección local Francia (dos veces), Georgia, Namibia, Irlanda y Escocia perdiendo solo en semifinales con quien sería el campeón, los representantes sudafricanos.
En 2012, la selección comenzó a jugar el Torneo de las Tres Naciones ante Australia, Nueva Zelanda y Sudáfrica, que al incorporarse se convirtió en el Rugby Championship.
La Selección masculina de rugby 7 obtuvo el quinto lugar y diploma olímpico en los Juegos Olímpicos de Río de Janeiro 2016 y la medalla de bronce en los Juegos Olímpicos de Tokio 2020. 
Jaguares es una franquicia deportiva profesional argentina de rugby, creada en 2015, propiedad de la Unión Argentina de Rugby (UAR). Administra dos equipos: Jaguares y Jaguares XV. Jaguares es el primer equipo de la franquicia y participa desde 2016 como equipo profesional en el Super Rugby, el campeonato de franquicias regionales de la Sanzaar, contra equipos de máximo nivel de Nueva Zelanda, Australia, Sudáfrica y Japón. Representa a todo el país y juega de local en el Estadio José Amalfitani de Buenos Aires. Jaguares XV es el segundo equipo de la franquicia y a partir de 2019 participa del principal torneo nacional de rugby de Sudáfrica, la Currie Cup, estableciendo su sede deportiva en la ciudad sudafricana de Potchefstroom. Gran parte de la creación de la franquicia se debe al accionar de Agustín Pichot, quien representa al país en la World Rugby y en la SANZAAR. En el certamen de Super Rubgy de 2019, llegaron a la final cayendo derrotados 19-3 ante Crusaders de Nueva Zelanda.
El rugby ha tenido un crecimiento importante a nivel nacional en los últimos 10 años en cuanto a calidad de juego, cantidad de jugadores que lo practican y cantidad de seguidores. Si bien el rugby en Argentina se practica desde fines del siglo XIX, recién ha tenido un gran crecimiento en la última década (2007-2017). Según datos del ranking de la World Rubgy en Argentina hay 105.151 jugadores registrados de rugby, se estima que en total (sumados los amateur) hay 138.241. De esta manera el país ocupa el puesto n.º 9 del ranking mundial en cantidad de jugadores.
Algunos de los jugadores más emblemáticos de este deporte son Hugo Porta, Agustín Pichot, Ignacio Corleto, Felipe Contepomi, Rodrigo Roncero, Mario Ledesma, Juan Martín Hernández, Patricio Albacete, Juan Manuel Leguizamón, entre otros.

### Sóftbol
El sóftbol es especialmente popular en la ciudad de Paraná, provincia de Entre Ríos.
Con muchas limitaciones financieras y escaso apoyo privado y público, el deporte se organizó a nivel  nacional en la década de 1960, tanto para su práctica masculina como femenina.
En la década de 1970 el sóftbol argentino participó en algunas competencias internacionales. En 1980 la Selección masculina participó por primera vez en un torneo mayor, disputando el V Campeonato Mundial Masculino Mayor ISF, realizado en Tacoma, Estados Unidos. En 1981, Paraná fue sede del congreso fundacional de la Confederación Panamericana de Sóftbol. En 1983 el equipo argentino participó por primera vez en los Juegos Panamericanos de 1983, donde obtuvo el extraordinario resultado de vencer a Estados Unidos, aunque luego perdió los partidos restantes. En 1989 la Confederación Argentina de Sóftbol organizó en Paraná el Campeonato Panamericano, ocasión en la que se construyó en esa ciudad el Estadio Mundialista de Sóftbol Nafaldo Cargnel, considerado "la catedral del sóftbol argentino".
En 1990 la Selección femenina participó por primera vez en un campeonato mundial, en Normal, Estados Unidos. En 1995 Paraná fue elegida como sede especial para las competencias de sóftbol masculino y femenino de los Juegos Panamericanos de 1995, realizados en Mar del Plata. En 1997 Argentina obtiene su primer logro internacional, al obtener el cuarto puesto en el Campeonato Mundial Juvenil realizado en Newfoundland, Canadá. En ese torneo, se destacó el pitcher Lucas Mata, uno de los máximos jugadores de la historia del sóftbol argentino, rompiendo los récords en campeonatos mundiales de strikeouts (97) y entradas lanzadas (57), además de lanzar un juego perfecto contra Venezuela.
En 2009 la Selección nacional masculina finalizó en el quinto puesto en el Campeonato Panamericano de Sóftbol, sin embargo, los logros más importantes de la Selección fueron la obtención del Campeonato Mundial en 2019 (siendo el único país hispanohablante en conseguir dicho título), la medalla de oro en los Juegos Panamericanos de 2019 y dos Campeonatos Panamericanos. 
Argentina también alcanzó la cúspide del sóftbol mundial juvenil, ganando dos campeonatos mundiales consecutivos realizados en Paraná, Entre Ríos en 2012 y en Whitehorse, Canadá en 2014.
El organismo que regula este deporte es la Confederación Argentina de Sóftbol (CAS).

### Surf
En Argentina, pese a que el clima no es tan benigno en gran parte de la costa del país a diferencia de países con costas en zonas tropicales o caribeñas, se practica surf, especialmente en la costa bonaerense y en ciudades como Mar del Plata. El surf mundial está dividido en dos grandes organizaciones, la ASP que organiza el "ASP World Tour" e ISA que organiza el mundial "ISA World Surfing Games", esta última asociación/federación, ISA, es la única entidad del surf que reconoce el Comité Olímpico Internacional para los Juegos Olímpicos. Argentina en ISA tiene dos campeones mundiales de mayores, Leandro Usuna, campeón mundial en 2014 y 2016 en el "ISA world surfing championship", y Santiago Muñiz en 2011 y 2018, quien tiene el récord de ser el campeón del mundo ISA más joven de la historia, con tan solo 18 años.

### Taekwondo

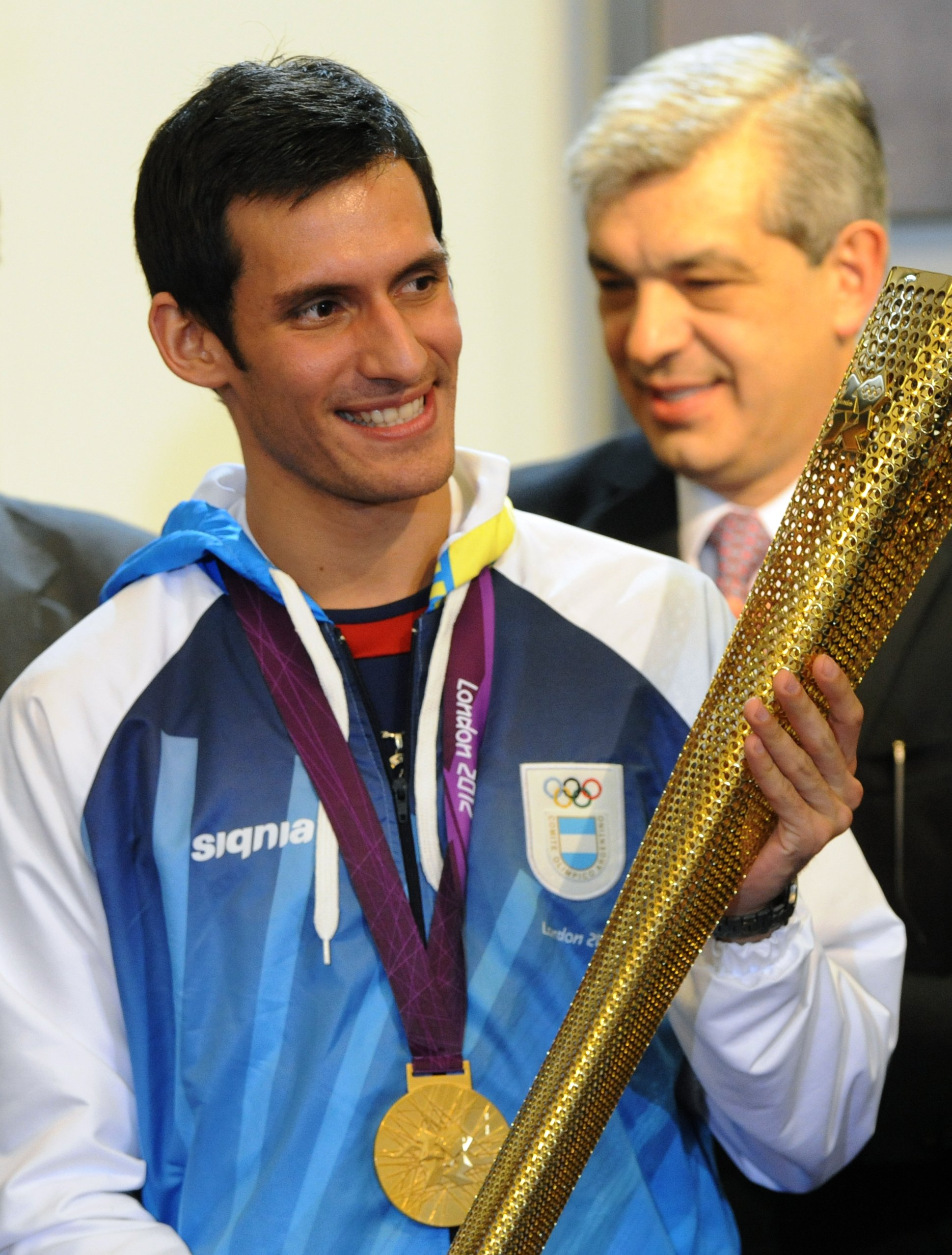
Sebastián Crismanich, medalla de oro en los Juegos Olímpicos de Londres 2012.

El taekwondo fue introducido en la Argentina a partir del 22 de junio de 1967, cuando tres maestros coreanos de este arte marcial, Han Chang Kim, Nam Sung Choi y Kwang Duk Chung, llegaron a este país. Los tres llegaron en un buque carguero y tanto Choi como Chung tenían la intención de dirigirse al Paraguay para dedicarse al comercio, pero Kim los convence de establecerse en Buenos Aires para iniciar la práctica del taekwondo en la Argentina.
El taekwondo sedujo rápidamente a gran número de jóvenes argentinos y para comienzos de la década de 1970, ya estaba difundido en varias ciudades del país y en 1974, el general Choi Hong Hi, creador del taekwondo y presidente de la Federación Internacional de Taekwondo (ITF), visitaba Argentina por segunda vez.
En ese momento el impacto de las divisiones de la Guerra Fría en Corea, llevaron a que el general Choi se enfrentara con el gobierno de Corea del Sur y debiera exiliarse en Canadá. El gobierno coreano promovió entonces la creación de otra organización reguladora, la Federación Mundial de Taekwondo (WTF). Desde entonces en la Argentina y el resto del mundo, las escuelas de taekwondo se dividieron entre aquellas que adhieren a la ITF y aquellas que adhieren a la WTF, que con el tiempo dieron origen a dos estilos diferentes del arte marcial, el taekwondo-ITF y el taekwondo-WTC. El reconocimiento de la WTC por parte del Comité Olímpico Internacional significó que solo este estilo tenga expresión olímpica. La Federación Argentina de Taekwon-do (FATI) está adherida a la ITF, y la Confederación Argentina de Taekwondo (CAT) está adherida a la WTF y reconocida por el Comité Olímpico Argentino (COI). La ITF, por su parte se dividió en tres fracciones al fallecer Choi Hong Hi en 2002 (ITF-Chang Ung, ITF-Tran Trieu Quan e ITF-Choi Jung Hwa).
Entre los maestros coreanos que enseñaron el taekwondo en la Argentina en los primeros años se encuentran los tres fundadores, Han Chang Kim, Nam Sung Choi y Kwang Duk Chung, a los que luego se sumaron otros como Chong Seo Lee, Dae Chol Yang y Chung Moon Jung.
En octubre de 1975 se realizó el primer Torneo Nacional, siendo el vencedor Carlos Ouro. En 1977 se realizó el primer Campeonato Argentino, resultando vencedor Pedro Florindo en una memorable final contra Carlos Ouro.
En Campeonatos Mundiales, los primeros logros fueron obtenidos por Mariela Valenzuela en la categoría (-47kg) en el Campeonato de 1991 tras obtener el tercer puesto y dos años después, Mariana Agüero lograría el mismo puesto en el Campeonato de 1993 en la categoría (-60kg).
Otros éxitos argentinos en este deporte son la medalla de oro obtenida por Sebastián Crismanich (categoría -80kg) en los Juegos Olímpicos de Londres 2012 y las obtenidas por el mismo Crismanich en los Juegos Panamericanos de 2011 y por Alejandro Hernando en los Juegos Panamericanos de 1995 y Juegos Panamericanos de 1999 (categoría -64kg). Además, Lucas Guzmán, obtuvo la medalla de bronce en los Juegos Olímpicos de la Juventud de Singapur 2010, la medalla de oro en los Juegos Panamericanos de 2019 y el tercer puesto en el Campeonato Mundial de 2019 realizado Mánchester, Inglaterra en categoría (-58kg). Además, Mauro Crismanich obtuvo la medalla de bronce en el Campeonato Mundial de Taekwondo de 2009, disputado en Dinamarca en la categoría (-58kg).
Entre las mujeres, también se ha destacado Vanina Sánchez Berón, quien obtuvo el primer diploma olímpico en este deporte para Argentina en los Juegos Olímpicos de Pekín 2008 y medalla de plata en los Juegos Panamericanos de 2003. En 1995 fue subcampeona del mundo en el Campeonato Mundial realizado en Manila, Filipinas en categoría (-60kg).
En el estilo taekwondo-ITF Argentina han obtenido históricamente muy buenos resultados internacionales, incluyendo la organización del III Campeonato Mundial realizado en Resistencia en 1981 y del XI en Buenos Aires en 1999. Argentina, como país, salió campeona mundial dos veces, en el XIII Campeonato de 2003 (Fracción Choi Jung Hwa de la ITF) en Seúl y el XIV Campeonato de 2007 (Fracción Choi Jung Hwa de la ITF) en Birminham. Entre los cultores de este estilo se han destacado Javier Dacak (medallas de oro en rompimiento de cuchillo de mano en los Campeonatos Mundiales de 1974 y 1978), Azucena Zorzón (medalla de oro en los Campeonatos Mundiales de 1981 y 1990), Noemí Prone (premio a la mejor competidora femenina en el Campeonato Mundial de 1990 y medalla de oro en el Campeonato Mundial de 1992), Soledad Serrano (medallas de oro en los Campeonatos Mundiales de 2003, 2005 y 2007 de la ITF-Fracción Tran Trieu Quan), Natalia Mauas, Diego Marrero, entre otros.

### Tenis

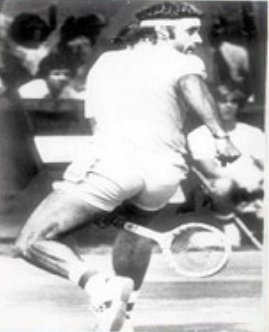
Guillermo Vilas haciendo la Gran Willy, golpe inventado por él en 1974. Los éxitos de Vilas desencadenaron la masificación del tenis en Argentina.

El tenis en Argentina es un deporte de práctica masiva desde la década de 1970, predominando ampliamente el uso de superficies de arcilla, en la modalidad de polvo de ladrillo.
La Asociación Argentina de Tenis (AAT) es una asociación civil sin fines de lucro que abarca todas las actividades vinculadas con el tenis en Argentina. Fue fundada el 2 de septiembre de 1921. Entre federaciones y clubes son más de 200 las organizaciones afiliadas a la AAT.
Las competencias más importante que se disputan en el país son el Torneo ATP de Buenos Aires y el Torneo ATP de Córdoba, ambos integran el grupo de torneos de la ATP World Tour 250. Son dos de los cuatro torneos que conforman la denominada Gira Latinoamericana sobre polvo de ladrillo que tiene lugar a principios de año, entre la finalización del Abierto de Australia y el comienzo del Masters de Indian Wells. En 2006, acudieron al Torneo ATP de Buenos Aires más de 64 000 personas durante los siete días de competencia, lo que lo hace el tercer ATP del tipo "International Series" con mayor concurrencia de público, detrás del de Sídney y Los Ángeles. El jugador más ganador es Guillermo Vilas con ocho títulos individuales en este torneo.

#### Individual
El tenis argentino ha ganado cinco medallas olímpicas (Gabriela Sabatini, plata en Seúl 1988, Javier Frana-Christian Miniussi, bronce en Barcelona 1992, Paola Suárez-Patricia Tarabini, bronce en Atenas 2004 y Juan Martín del Potro, bronce en Londres 2012 y plata en Río de Janeiro 2016) y se ha consagrado cuatro veces campeón mundial por equipos en 1980, 2002, 2007 y 2010, venciendo a Italia, Rusia, R.Checa y Estados Unidos respectivamente (también se alcanzó el subcampeonato en 1989, 2005 y 2011), teniendo así el tercer mejor rendimiento histórico de la competencia solo por detrás de Alemania y Estados Unidos. También se ha ganado la Copa Davis en 2016 venciendo a Croacia y siendo la segunda vez en la historia que un país gana la competencia compitiendo siempre de visitante (el otro caso fue Francia en 2001) y también se consiguieron 4 subcampeonatos (1981, 2006, 2008 y 2011). En dicha competencia entre 2002 y 2016 se alcanzó 1 título, 3 subcampeonatos, 7 semifinales y 3 cuartos de final, teniendo uno de los mejores desempeños del mundo.
Entre individuales y dobles, a nivel ATP (masculino) los argentinos han ganado más de 400 títulos; y a nivel WTA (femenino) más de 150.

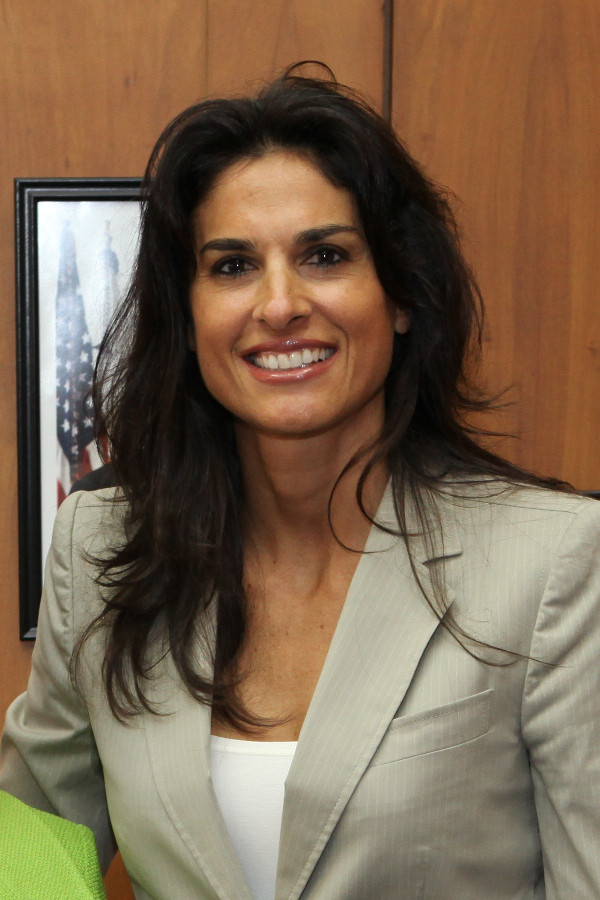
Gabriela Sabatini fue una destacada tenista en la década de 1980 y 1990, promoviendo la difusión del tenis en el país.

La primera tenista destacada internacionalmente fue Mary Terán de Weiss, quien en las décadas de 1940 y 1950 llegó a estar entre las 20 jugadoras más importantes del mundo. Por su parte, el primer destacado entre los hombres fue Enrique Morea, quien llegó a estar entre los 10 del ranking y fue el primer argentino en ganar un título de Grand Slam (Roland Garros 1950 en doble mixto).
El jugador más destacado de su historia ha sido Guillermo Vilas (ganador de 62 torneos de ATP en individuales, entre ellos Roland Garros 1977, el Abierto de Estados Unidos 1977, Australia 1978 y 1979, además del Masters 1974), quien en 1977 fue reconocido por la prensa especializada (incluida la revista World Tennis) como el jugador n.º 1 del mundo, pese a que en el ranking ATP llegó al segundo escalafón.

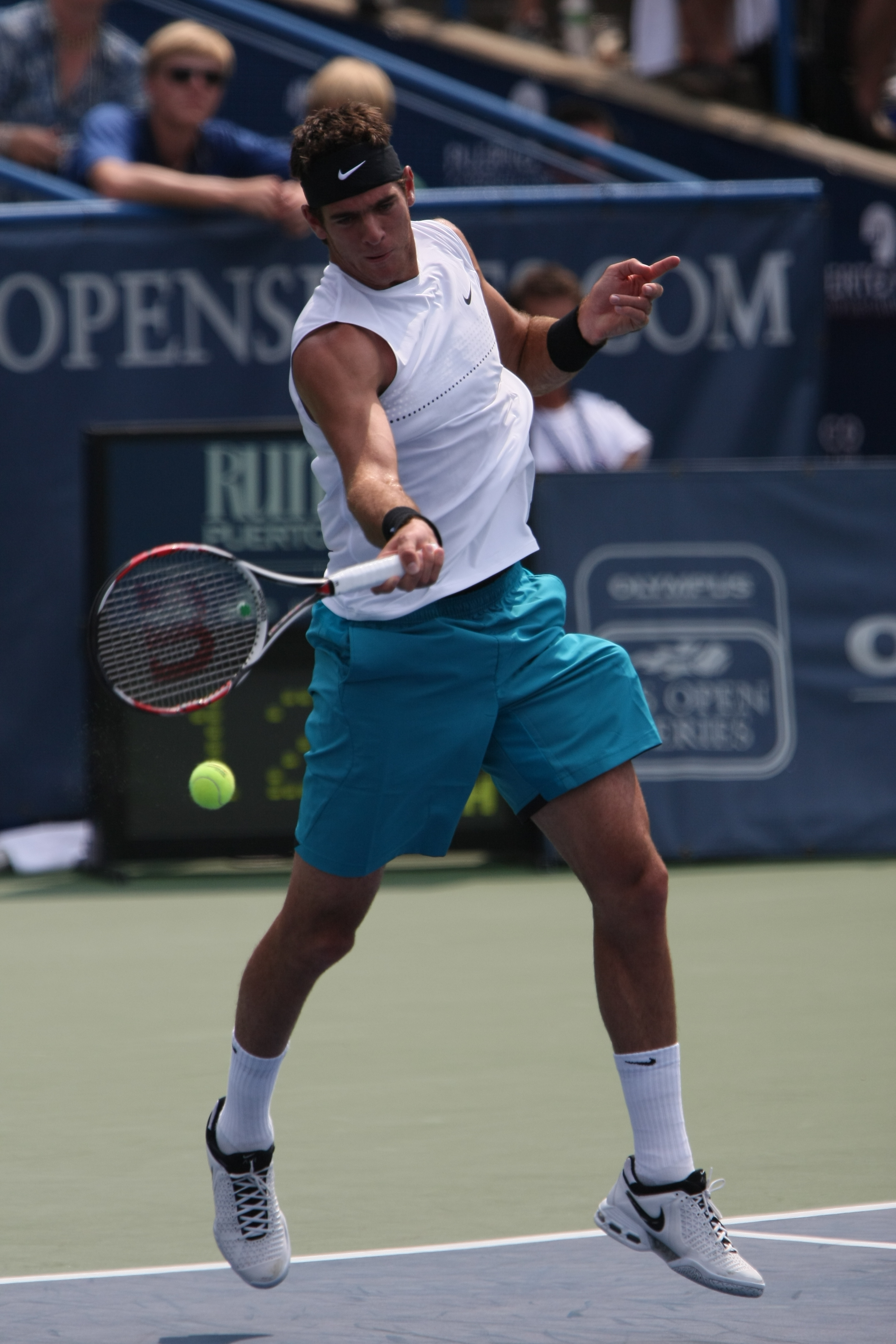
Juan Martín del Potro llegó a ser 3.º en el ranking de la ATP.

Entre las mujeres, la más destacada fue Gabriela Sabatini número 3 del ranking WTA y vencedora en 27 torneos en individuales (entre ellos el US Open de 1990 y los WTA Tour Championships de 1988 y de 1994), quien además al ser campeona en dobles de la edición de Wimbledon 1988, es la única en ganar títulos de Grand Slam en dos modalidades y levantar el trofeo máximo en la Catedral del tenis.
Además de los nombrados otros han obtenido logros deportivos excepcionales, en la rama individuales: José Luis Clerc ganó 25 títulos de ATP, Juan Martín del Potro 19 (entre los que se destaca el Abierto de Estados Unidos de 2009), Gastón Gaudio 8 (incluido Roland Garros 2004) y David Nalbandián 11 (entre ellos el Torneo de Maestros de 2005). En dobles, Paola Suárez fue la primera argentina en alcanzar el primer puesto del ranking mundial (llegó a estar 9 en individual), obteniendo 44 títulos (entre ellos, Rolland Garros de 2001, 2002, 2004 y 2005, el Abierto de Estados Unidos de 2002, 2003 y 2004 y el Abierto de Australia de 2004) y Gisela Dulko, también llegó a ser número 1 en la modalidad y ganó 17 torneos (incluido el Abierto de Australia de 2011). En doble mixto Javier Frana y Patricia Tarabini ganaron Roland Garros en 1996.
En la modalidad de tenis en silla de ruedas se destaca Gustavo Fernández quien ganó dos Roland Garros (2016 y 2019), dos Abiertos de Australia (2017 y 2019) y un Campeonato de Wimbledon (2019). Además, fue finalista en el Abierto de Estados Unidos en 2014. En categoría de dobles, Gustavo ganó el Campeonato de Wimbledon en 2015 y el Torneo de Roland Garros en 2019.
El tenis argentino está repleto de récords, pudiéndose nombrar algunos como: 
En el partido de dobles de la serie de semifinales ante Rusia, de la edición del 2002, se logró el récord de duración de un partido de dobles en la competición: 6 horas y 20 minutos. Los protagonistas de dicho récord fueron Yevgeny Kafelnikov y Marat Safin por Rusia y Lucas Arnold Ker y David Nalbandian por Argentina. El partido se lo llevó el equipo argentino por 6-4, 6-4, 5-7, 3-6 y 19-17.
El partido de individuales más largo de la historia de la Copa Davis fue el protagonizado y ganado por el argentino Leonardo Mayer quien venció al brasileño Joao Souza en Buenos Aires por 7-6 (7-4), 7-6 (7-5), 5-7, 5-7 y 15-13.
Argentina en 2016 y Francia en 2001 son los únicos países en ganar la Copa Davis compitiendo y ganando todas sus series de visitante.

#### Equipos
Argentina ganó la Copa Davis en 2016 y es hasta el momento, el único país latinoamericano que ostenta dicho trofeo. Además fue finalista en cuatro ediciones (1981, 2006, 2008 y 2011). Argentina también conquistó en cuatro oportunidades la Copa ATP (1980, 2002, 2007 y 2010), siendo el segundo país con más títulos.

### Voleibol

#### Voleibol de salón
El voleibol (llamado generalmente "voley") es un deporte popular en Argentina. Este deporte fue introducido en el país en 1912 por la Asociación Cristiana de Jóvenes. En 1932, se funda la Federación del Voleibol Argentino, conjuntamente con la de pelota al cesto. Al año siguiente se organiza el primer campeonato nacional de primera división, consagrándose en categoría damas el INEFA y en caballeros, la YMCA (Asociación Cristiana de Jóvenes).
La publicación del primer reglamento oficial se produjo en 1936, aprobándose luego el de pases y clasificación de jugadores. En 1939 se reglamentan tamaño y peso de los balones, en 1941 la Federación ingresa a la Confederación Argentina de Deportes y al Comité Olímpico Argentino. Al año siguiente se resuelve que el voleibol y la pelota al cesto marchen por caminos independientes.
El país posee cinco ligas nacionales, tres masculinas y dos femeninas.
- Masculina: Liga de Voleibol Argentina (Liga A1), Torneo Argentino de Clubes (Liga A2) y Liga Federal Masculina (Serie B1)
- Femenina: Liga Femenina de Voleibol Argentino y Liga Federal Femenina de Voleibol

La Selección masculina participó por primera vez en una competencia oficial internacional en 1951 en el Campeonato Sudamericano en Río de Janeiro, Brasil, alcanzando el cuarto puesto. También en dicha ciudad tuvo lugar en 1960 la primera participación en un Campeonato Mundial de Voleibol, en el que el equipo nacional finalizó en el decimoquinto puesto.
En el Campeonato Mundial de Voleibol masculino, Argentina fue sede de la edición disputada en 1982 en la que realizó una de las mejores campañas de su historia, quedándose con el tercer puesto. Argentina volvió a organizar el Campeonato Mundial de Voleibol Masculino de 2002, oportunidad en que salió sexta.
En los Juegos Olímpicos, la selección masculina obtuvo las medallas de bronce en Seúl 1988 y Tokio 2020, alcanzó el cuarto lugar en Sídney 2000 y el quinto puesto en Atenas 2004, Londres 2012 y Río de Janeiro 2016. En los Juegos Panamericanos de 2019, la Selección obtuvo el tercer título en este torneo, luego de haber alcanzado el primer puesto en los Juegos Panamericanos de 1995 y 2015.
Desde su creación en 1990, Argentina fue invitada a participar por la FIVB en 11 de las 20 ediciones de la Liga Mundial de Voleibol, torneo que reúne a las dieciséis mejores selecciones del mundo. En 1999, Argentina organizó la ronda final (los 6 mejores) que se jugó en Mar del Plata y por esa razón participó de la misma, quedando en sexto lugar. En 2009, clasificó por primera vez para disputar la ronda final de la Liga Mundial de Voleibol de 2009, luego de vencer a Francia, perdió los tres encuentros posteriores que disputó contra Serbia, Cuba y Brasil pero los sets ganados le permitieron finalizar en la 5.ª posición, la mejor colocación de la historia en la Liga.

#### Vóley de playa
En las playas de la costa atlántica y de los grandes ríos, se practica el vóley de playa. La práctica se ve relativamente limitada por el clima, ya que al tener clima frío en invierno, no es posible su práctica masiva durante toda la estación. En 2001 Mariano Baracetti y Martín Conde obtuvieron el Campeonato Mundial en Klagenfurt, Austria. La misma dupla en 2002 obtuvo el circuito mundial de beach voley world tour, conocido como Circuito Mundial de Voleibol de Playa.

### Vuelo a vela
El vuelo a vela es un deporte aeronáutico que tiene un considerable desarrollo en Argentina, empezando ya en la década de 1940. Consiste en el vuelo en planeador (avión sin motor). Las competencias consisten en circuitos de velocidad; en un campeonato nacional las distancias de los circuitos suelen oscilar cada día entre los 200km y 500km, siendo típicas velocidades promedio de entre 90km/h y 100km/h. Rodolfo Hossinger se consagró campeón en 1960 en el Campeonato Mundial de Vuelo a Vela en Colonia, Alemania y en 2012 el mismo título fue obtenido por Sebastián Riera y Santiago Berca en Argentina. Este deporte está regulado en el país por la Federación Argentina de Vuelo a Vela (FAVAV).

### Waterski
Pese a que este deporte no goza de tanta popularidad en Argentina, como sí la tiene en otros países del mundo, Javier Julio ganó el campeonato mundial de esquí de agua/esquí náutico en 2009, en la categoría overall, en Calgary, Canadá.

### Yachting
El yachting es un deporte ampliamente difundido en Argentina con varios representantes de nivel mundial. En la historia olímpica argentina, el yachting obtuvo once medallas (una de oro, cinco de plata y cinco de bronce), siendo el segundo deporte, sólo detrás del boxeo, que más medallas aportó entre 1924 y 2024. El nivel de competitividad internacional del yachting argentino ha aumentado en los últimos años, obteniendo medallas en siete de los últimos ocho Juegos Olímpicos (1996, 2000, 2004, 2008, 2012, 2016, 2024), destacándose su actuación en los Juegos Olímpicos de Sídney 2000, donde aportó tres de las cuatro medallas obtenidas por la delegación argentina. Entre los regatistas, se destacan Carlos Espínola, ganador de cuatro medallas olímpicas en cuatro Juegos Olímpicos consecutivos y Santiago Lange, tetracampeón mundial, ganador de tres medallas y primer campeón olímpico en este deporte, título olímpico logrado junto a Cecilia Carranza Saroli, primera y única campeona olímpica argentina en esta disciplina.
Las siguientes son las medallas olímpicas obtenidas por el yachting argentino:
- Plata: Londres 1948: Clase 6 metros: Enrique Conrado Sieburger, Emilio Homps, Julio Christian Sieburger, Enrique Adolfo Sieburger, Rodolfo Rivademar, Rufino Rodríguez de la Torre.
- Plata: Roma 1960: Clase Dragón: Jorge Salas Chávez, Héctor Calegaris, Jorge Alberto del Río Salas.
- Plata: Atlanta 1996: Clase Mistral: Carlos Espínola.
- Sídney 2000:
  - Plata: Clase Mistral: Carlos Espínola.
  - Bronce: Clase 470: Javier Conte, Juan de la Fuente.
  - Bronce: Clase Europe: Serena Amato.
- Bronce: Atenas 2004: Clase Tornado: Carlos Espínola, Santiago Lange.
- Bronce: Beijing 2008: Clase Tornado: Carlos Espínola, Santiago Lange.
- Bronce: Londres 2012: Clase 470: Juan de la Fuente, Lucas Calabrese.
- Oro: Río de Janeiro 2016: Clase Nacra 17: Santiago Lange, Cecilia Carranza Saroli.
- Plata: París 2024: Clase Nacra 17: Mateo Majdalani, Eugenia Bosco.

Entre las regatas de importancia organizadas por los clubes argentinos, se encuentra la Regata Oceánica Buenos Aires - Mar del Plata, que se corre desde 1932 y la Regata Oceánica Buenos Aires - Río de Janeiro, que se realiza desde 1947. Entre los clubes se destaca el Yacht Club Argentino, fundado en 1883.
El argentino Vito Dumas, es el navegante solitario más importante de todos los tiempos, reconocido así por sus hazañas en el mar.
La autoridad nacional encargada de reglamentar y organizar el deporte es la Federación Argentina de Yachting.

### Aficiones regionales y deportes recientes
Diversos factores como el clima, la geografía, o inclinaciones socioculturales, etc hacen que, determinados deportes tengan gran cantidad de adeptos en zonas específicas del país.
En las ciudades costeras y en las situadas a orillas de los grandes ríos y lagos son muy populares el remo, el yachting, la pesca, el canotaje, el esquí acuático, ráfting, etc. En las provincias andinas del suroeste, donde las nevadas son muy comunes en invierno, se practican el esquí, el snowboard, etc. En las provincias montañosas del oeste y el noroeste hay numerosos adeptos al montañismo, con numerosos clubes bien organizados. En las zonas serranas existe pasión por el rally. En la Provincia de Mendoza cada vez es más practicado el rodeo cuyano, debido a su cercanía con Chile.
El patín cuenta con muchos cultores en la región de Cuyo y Mar del Plata. La provincia de San Juan se destaca por la excelencia del hockey sobre patines. El softbol es muy popular en Entre Ríos, mientras que el béisbol es muy popular en Salta. En la ciudad de Hurlingham, ubicada en el conurbano bonaerense, se practica fútbol gaélico, habiendo obtenido el campeonato mundial en 2015.
En Balcarce se practica mucho el longcasting (lanzamiento de plomos con una caña y reel). En 2016 la selección argentina se consagró campeona mundial de mayores longcasting en la XIX edición del campeonato mundial de longcasting, realizado en Portugal.
En 2010 se fundó la Asociación Argentina de Footgolf, para promover la práctica del footgolf, un deporte nacido en 2009 en los Países Bajos, híbrido entre golf y fútbol. En 2016 Argentina fue sede del segundo Campeonato Mundial de Footgolf de mayores, que se realizó en Pilar, donde Cristían Otero se consagró campeón mundial en la categoría individual. Otero ganó también otros prestigiosos torneos en el mundo como el Pro Am en Estados Unidos, y en Europa, en especial en Italia.
En la costa atlántica argentina, se practica surf, especialmente en la costa bonaerense y en ciudades como Mar del Plata. En la misma zona y otras zonas de playa, como los litorales de los ríos Paraná y Uruguay, se practica el vóley de playa y el fútbol playa.
El kick boxing y el Muay Thai es practicado en algunas zonas del país y también tiene algunos títulos mundiales. Uno de los mejores exponentes en estos tipos de deportes es Diego Mannino, quien fue 6 veces campeón mundial de kick boxing.
El polo de nieve, otro deporte paralelo al polo tradicional, en 2017 Argentina pudo doblegar en el Snow Polo World Cup, conocido como la Copa del Mundo de Polo en Nieve de la FIP venciendo a Hong Kong en la final. Como sucede con el mundial de polo tradicional, el polo de nieve tampoco es de máximo hándicap. Dicha limitación se debe a que este deporte pretende realizar torneos más parejos y competitivos. Por ende, los jugadores argentinos con un hándicap 40 o más, no pueden jugar ninguno de los tipos de polo, ya sea polo tradicional o polo de nieve, jugando de esta manera torneos con selecciones mayores alternativas.
Pese a que el bowling es un deporte que declinó su práctica masiva en el pasado y actualmente hay pocos jugadores de este deporte en el país, vale destacar al único argentino en ser campeón, el mendocino Jorge Alberto Guzmán, quien obtuvo el Campeonato Mundial de Bowling profesional absoluto en 1983, en Canadá.

## Argentina en los Juegos Olímpicos

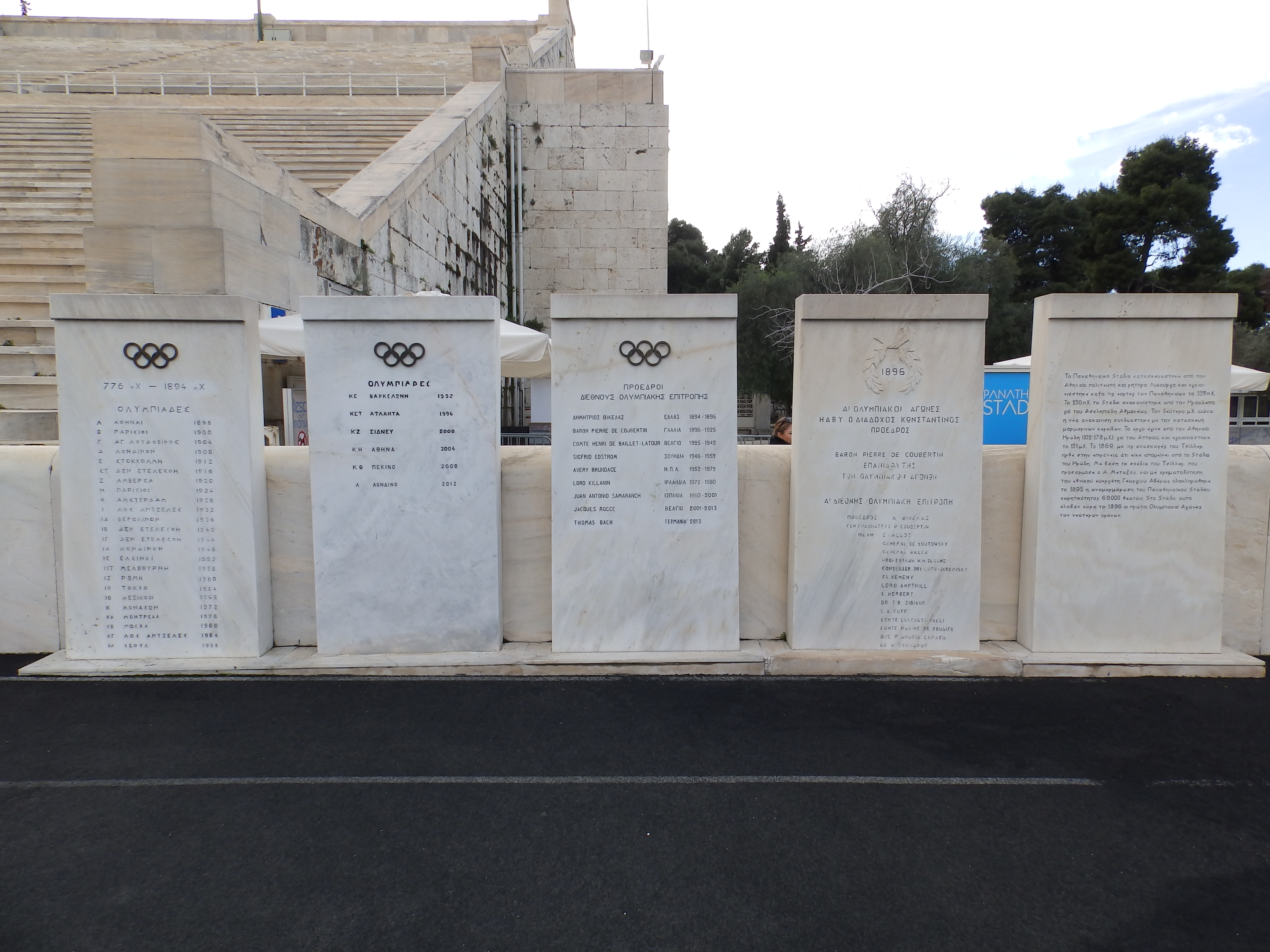
Monolitos en el ingreso al Estadio Panathenaic de Atenas, donde se realizaron los primeros Juegos Olímpicos de la era moderna, en los que se menciona al argentino José Benjamín Zubiaur, como integrante del primer Comité Olímpico Internacional.

Argentina fue uno de los doce países —el único iberoamericano— que fundó el Comité Olímpico Internacional (COI) en 1894, estando representada en el primer Consejo Ejecutivo por José Benjamín Zubiaur, quien se desempeñó en ese cargo hasta 1907.
La primera presencia olímpica de un deportista argentino se produjo ya en los segundos Juegos Olímpicos de París 1900 a través de la participación solitaria del esgrimista Francisco Camet. Otros dos deportistas argentinos aislados compitieron en Londres 1908 y Amberes 1920, pero recién en los Juegos Olímpicos de París 1924 Argentina formó una delegación olímpica organizada, presentándose desde entonces en todos los juegos, con excepción de los que se celebraron en Moscú 1980, adhiriendo al boicot político realizado por algunos países. El primer puesto premiado fue obtenido en 1900 y la primera medalla en 1924, sumando desde entonces 80 medallas (22 de oro), incluyendo las obtenidas en los últimos Juegos Olímpicos de París 2024. El país está representado por el Comité Olímpico Argentino.
Dieciocho disciplinas deportivas han aportado medallas al medallero argentino en el período 1924-2024. La que más ha aportado es el boxeo, que con 24 es responsable del 36% del total. Sin embargo, el boxeo cayó mucho a partir de 1968, aportando sólo una de las 31 medallas obtenidas desde entonces. En segundo lugar, han sido los deportes de vela con 11 medallas, los que más han obtenido. Le siguen las siguientes disciplinas con más de una medalla: hockey sobre césped (7), atletismo (5), tenis (5), fútbol (4), remo (4), natación (3), básquet (2), ciclismo (2), halterofilia (2), judo (2), polo (2) y vóley (2). Con una sola medalla han aportado la equitación, la esgrima, el rugby 7, el taekwondo y el tiro.
El 28 de agosto de 2004 ha sido considerado como el día más importante del deporte argentino, debido a los logros olímpicos alcanzados ese día en los Juegos Olímpicos de Atenas 2004: dos medallas de oro en fútbol y básquetbol -los dos deportes más populares del mundo- y una de bronce en yachting.

## Argentina en los Juegos Paralímpicos

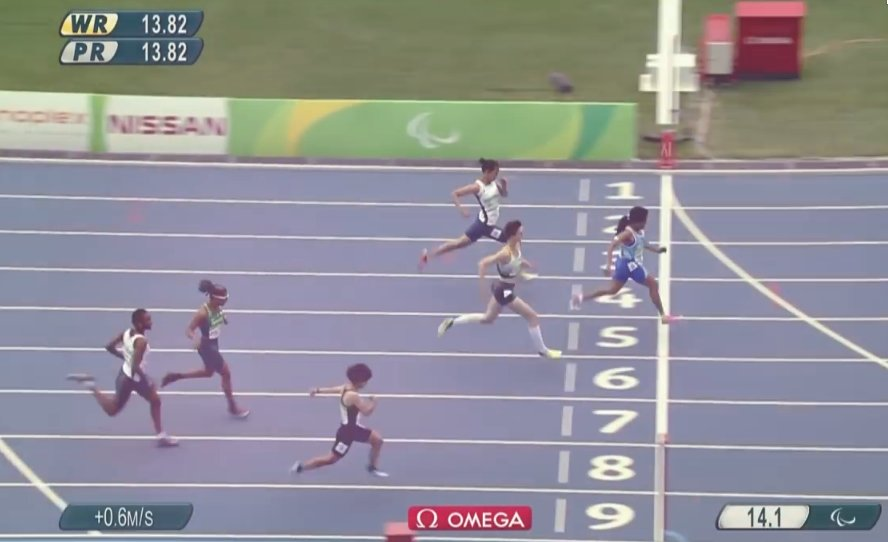
Yanina Martínez gana la medalla de oro en 100 metros T36 en los Juegos Paralímpicos de Río de Janeiro 2016. Hacía 20 años que Argentina no obtenía una medalla de oro.

Argentina ha participado en todos los Juegos Paralímpicos de verano, desde su primera edición en Roma 1960. Fue el único país de habla hispana y el único país latinoamericano presente en las primeras dos ediciones. Con respecto a los Juegos Paralímpicos de Invierno, su primera participación fue en Vancouver 2010, presentándose desde entonces en todas las ediciones. El país está representado por el Comité Paralímpico Argentino.
Las delegaciones argentinas obtuvieron un total de 178 medallas en los juegos, de las cuales 33 son de oro, 69 de plata y 76 de bronce. Todas fueron ganadas en ediciones de verano. Argentina se ubica en el puesto número 30 del medallero histórico de los Juegos Paralímpicos, siendo su mejor desempeño el segundo puesto obtenido en el medallero de atletismo femenino en los Juegos de Tel Aviv 1968.
Entre los desempeños individuales se destaca Silvia Cochetti, la máxima medallista de la historia argentina, con 13 medallas en dos juegos, 5 de ellas de oro y Jorge Diz con once medallas, aunque ninguna de ellas de oro. También se destacan Susana Olarte con 9 medallas (4 oros), Dina Galíndez con 6 medallas (2 oros), Juan Sznitowski con 5 medallas (2 oros), Marcela Rizzotto con 4 medallas (2 oros), Eugenia García con 7 medallas (1 oro) y Betiana Basualdo con 6 medallas (1 oro).

## Argentina en los Juegos Panamericanos
Argentina se ubica en el quinto puesto en el medallero histórico de los Juegos Panamericanos con 344 oros, 385 platas y 496 bronces. Obtuvo el primer puesto en la edición inaugural de 1951, el segundo puesto en 1955 y 1959 y el cuarto puesto en 1963, 1967, 1979 y 1995.
Argentina ha sido sede de dos ediciones de los Juegos Panamericanos: Buenos Aires 1951 y Mar del Plata 1995. También fue sede de los Juegos Panamericanos de invierno de 1990 realizado en Las Leñas, Provincia de Mendoza.

## Selecciones nacionales
| Deporte              | Selección                 | Apodo                      | Ref.    |
| -------------------- | ------------------------- | -------------------------- | ------- |
| Básquetbol           | Masculina                 | Generación Dorada, El alma | [ 107 ] |
| Básquetbol           | Femenina                  | Las Gigantes               | [ 108 ] |
| Balonmano            | Masculina                 | Los Gladiadores            | [ 109 ] |
| Balonmano            | Femenina                  | La Garra                   | [ 110 ] |
| Béisbol              | Masculino                 | Los Gauchos                | [ 111 ] |
| Boxeo                | Masculino                 | Los Cóndores               | [ 112 ] |
| Críquet              | Femenina                  | Las Flamingos              | [ 113 ] |
| Fútbol               | Masculina                 | La Albiceleste             | [ 114 ] |
| Fútbol               | Masculina, para ciegos    | Los Murciélagos            | [ 115 ] |
| Fútbol               | Femenina, para ciegas     | Las Murciélagas            | [ 115 ] |
| Fútbol               | Sub-23                    | La Albiceleste             |         |
| Fútbol               | Sub-22                    | La Albiceleste             |         |
| Fútbol               | Sub-20                    | La Albiceleste             |         |
| Fútbol               | Sub-17                    | La Albiceleste             |         |
| Fútbol               | Sub-15                    | La Albiceleste             |         |
| Fútbol               | Femenina                  | La Albiceleste             |         |
| Fútbol               | Fútbol Playa              | La Albiceleste             |         |
| Futsal               | Futsal (FIFA)             | La Albiceleste             |         |
| Futsal               | Futsal (AMF)              | La Albiceleste             |         |
| Hockey sobre césped  | Femenina                  | Las Leonas                 | [ 116 ] |
| Hockey sobre césped  | Femenina sub-21           | Las Leoncitas              | [ 117 ] |
| Hockey sobre césped  | Masculina                 | Los Leones                 | [ 118 ] |
| Hockey sobre patines | Femenina                  | Las Águilas                | [ 119 ] |
| Pádel                | Masculino                 | -                          |         |
| Pádel                | Femenina                  | -                          |         |
| Polo                 | Masculino                 | -                          |         |
| Rugby                | Masculina rugby union     | Los Pumas                  | [ 120 ] |
| Rugby                | Masculina rugby seven     | Pumas 7's                  | [ 121 ] |
| Rugby                | Femenina rugby seven      | Las Pumas                  | [ 122 ] |
| Rugby                | Masculina, segundo equipo | Argentina XV               | [ 123 ] |
| Rugby                | Masculina sub-20          | Los Pumitas                | [ 124 ] |
| Softbol              | Masculina                 | -                          |         |
| Tenis                | Masculino                 | La Legión                  | [ 125 ] |
| Voleibol             | Masculina                 | -                          |         |
| Voleibol             | Femenina                  | Las Panteras               | [ 126 ] |

## Deportes originarios de Argentina
Los siguientes deportes se originaron en Argentina:
- Cestoball
- Pato
- Jineteada gaucha
- Pelota paleta
- Tenis criollo
- Tejo de playa
- Toreo de la Vincha
- Visteo (Esgrima Criolla)

## Medios de comunicación deportivos
En septiembre de 1923, el combate de boxeo conocido como la "pelea del siglo" entre Luis Ángel Firpo y Jack Dempsey en el Polo Grounds de Nueva York se emitió en Argentina por radio. En octubre del año siguiente se emitió por primera vez el fútbol, con un partido entre las selecciones de Argentina y Uruguay. Entre los más destacados relatores radiales de fútbol se encuentran Borocotó, Fioravanti, José María Muñoz y Víctor Hugo Morales.
Históricamente, el canal gubernamental Canal 7 y diversas señales estatales radiales (entre ellas Radio Belgrano) se encargaban de difundir el deporte por televisión y radio para todo el país en forma gratuita. No obstante, con la introducción de la televisión por cable y canales como TyC Sports, Cable Sport, América Sports, ESPN, Fox Sports, PSN, DirecTV Sports y más recientemente DeporTV, fue descentralizada la transmisión del deporte a fin de llegar a más cadenas, además de los canales privados por los que se debe pagar un precio para su disponibilidad.
Entre los medios impresos se destacó la revista El Gráfico que se publicó entre 1919 y 2018, año en que fue cerrada por la empresa propietaria Torneos y Competencias (Grupo Clarín), tanto en su versión impresa como en su versión en línea.
Actualmente, el diario Olé es el único diario dedicado a noticias deportivas.

## Deporte alternativo en Argentina

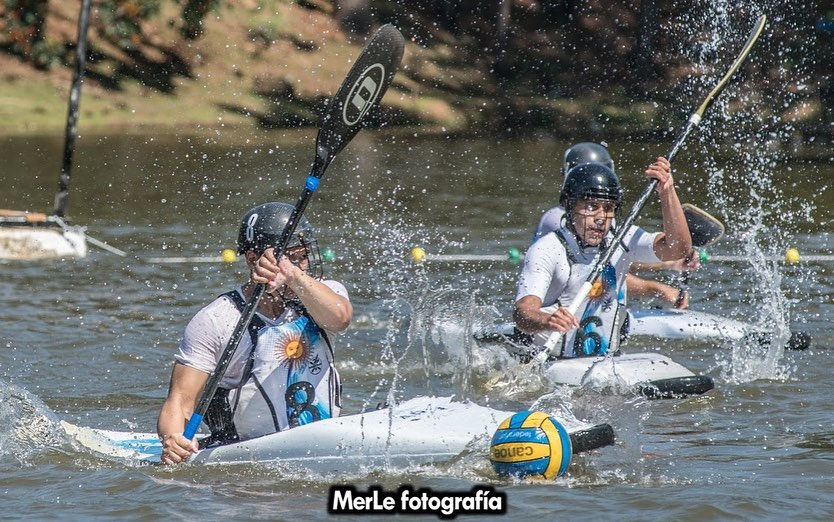
Selección sub-21 masculina de Kayak Polo argentina, MerLe Fotografía.

La idea de deporte alternativo y/o juego alternativo surge en 1997 de la mano de CODASPORTS (Comisión de Juegos y Deportes Alternativos).
Dicho término era utilizado por deportes extremos, principalmente para actividades en las cuales no había alternativas válidas para disfrutarlos si alguien no disponía de los recursos originales. La variante de comenzar a utilizar elementos ya existentes para otras actividades empezó a tener gran auge a partir de 1998, año de nacimiento de la CODA.
CODASPORTS nació el 21 de diciembre de 1997 en la ciudad de Buenos Aires, fundado por Ricardo Acuña, un deportista chubutense precursor de esta modalidad. En 1998 comenzó la expansión, la investigación, el desarrollo y difusión de las actividades alternativas.
En 1999 se formó la IASO Worldwide (International Alternative Sports Organization), con entidades afines a CODA en otros países. De esta manera, Argentina, Australia, Canadá, India, Alemania y Puerto Rico sientan las bases de IASO, hogar de 30 organizaciones de deportes alternativos.
Actualmente, CODASPORTS sigue albergando alrededor de 350 deportes y juegos alternartivos. Paralelamente hay deportes que tienen sus propias entidades rectoras nacionales como el lacrosse, el kabaddi, el fútbol australiano, la indiaca, el floorball y el korfbal.
En 2011 nace CADALT (Consejo Argentino de Deportes Alternativos), entidad que engloba los Juegos y Deportes Alternativos más populares de CODASPORTS, además de otros que son regidos por otras asociaciones, federaciones, confederaciones y clubes.